# Olympische Sommerspiele 2020/Leichtathletik – 50 km Gehen (Männer)
Der Wettkampf im 50-km-Gehen der Männer bei den Olympischen Spielen 2020 in Tokio wurde am 6. August 2021 um 5:30 Uhr Ortszeit (5. August 2021, 22:30 Uhr MESZ) ausgetragen.
Die Strecke sollte ursprünglich durch den Imperial Palace Garden in Tokio führen. Nachdem es bei den Leichtathletik-Weltmeisterschaften 2019 in Doha jedoch bei mehreren Athleten aufgrund der klimatischen Bedingungen zu gesundheitlichen Problemen gekommen war, gab das IOC im Oktober 2019 bekannt, bei den Spielen in Japan die Marathonläufe sowie die Wettbewerbe im Gehen ins kühlere Sapporo auf Hokkaidō zu verlegen. Neuer Austragungsort war der Ōdōri-Park.
Von den 59 gestarteten Gehern erreichten 47 das Ziel.
Olympiasieger wurde der Pole Dawid Tomala. Silber gewann der Deutsche Jonathan Hilbert Bronze ging an den Kanadier Evan Dunfee.

## Aktuelle Titelträger
| Olympiasieger                         | Matej Tóth ( Slowakei)                     | 3:40:58 h                                  | Rio de Janeiro 2016 |
| Weltmeister                           | Yūsuke Suzuki ( Japan)                     | 4:04:20 h                                  | Doha 2019           |
| Europameister                         | Marjan Sakalnyzkyj ( Ukraine)              | 3:46:32 h                                  | Berlin 2018         |
| Nord-/Zentralamerika-/Karibik-Meister | Wettbewerb nicht im Meisterschaftsprogramm | Wettbewerb nicht im Meisterschaftsprogramm | Toronto 2018        |
| Südamerika-Meister                    | Wettbewerb nicht im Meisterschaftsprogramm | Wettbewerb nicht im Meisterschaftsprogramm | Lima 2019           |
| Asienmeister                          | Wettbewerb nicht im Meisterschaftsprogramm | Wettbewerb nicht im Meisterschaftsprogramm | Doha 2019           |
| Afrikameister                         | Wettbewerb nicht im Meisterschaftsprogramm | Wettbewerb nicht im Meisterschaftsprogramm | Asaba 2018          |
| Ozeanienmeister                       | Wettbewerb nicht im Meisterschaftsprogramm | Wettbewerb nicht im Meisterschaftsprogramm | Townsville 2019     |

## Bestehende Rekorde
| Weltrekord         | Yohann Diniz ( Frankreich)  | 3:32:33 h | Zürich                    | 15. August 2014 |
| Olympischer Rekord | Jared Tallent ( Australien) | 3:36:53 h | OS London, Großbritannien | 11. August 2012 |

Der bestehende olympische Rekord wurde bei diesen Spielen nicht erreicht. Mit seiner Siegerzeit von 3:50:08 h verfehlte der polnische Olympiasieger Dawid Tomala im Wettbewerb am 6. August den Rekord um 13:15 Minuten. Zum Weltrekord fehlten ihm 17:35 Minuten.

## Zwischenzeiten
| Marke | Zwischenzeit | Führende(r) | 5-km-Zeit |
| ----- | ------------ | --- | --------- |
| 5 km  | 23:58 min    | Yohann Diniz – Luo Yadong 2 s zurück – große Verfolgergruppe 33 s zur.                                                             | 23:58 min |
| 10 km | 47:57 min    | Yadong – große Verfolgergruppe 25 s zur.                                                                                           | 23:59& in |
| 15 km | 1:11:33 h000 | Yadong – große Verfolgergruppe 1:22 min zur.                                                                                       | 23:36 min |
| 20 km | 1:35:04 h000 | Yadong mit 17köpfiger Spitzengruppe – Boyce 5 s zur. – Dunfee, Chocho, Vieira 8 s zur.                                             | 23:31 min |
| 25 km | 1:58:16 h000 | Aku Partanen mit 22köpfige Spitzengruppe                                                                                           | 23:12 min |
| 30 km | 2:21:21 h000 | Tomala – 18köpfige Verfolgergruppe 10 s zur.                                                                                       | 23:05 min |
| 35 km | 2:42:34 h000 | Tomala – 12köpfige Verfolgergruppe 1:46 min zur.                                                                                   | 21:13 min |
| 40 km | 3:03:45 h000 | Tomala – Hilbert, Partanen, Tur, Kawano, Vieira, Dunfee 1:50 min zur. – Cowley 1:53 min zur. – Brzozowski, Chocho 2:10 min zur.    | 21:11 min |
| 45 km | 3:25:46 h000 | Tomala – Hilbert, Tur, Kawano, Vieira, Dunfee 3:10 min zur. – Partanen 3:31 min zur. – Cowley 3:46 min zur. – Tongda 4:10 min zur. | 22:01 min |
| 50 km | 3:50:08 h000 | Dawid Tomala | 24:22 min |

## Resultat

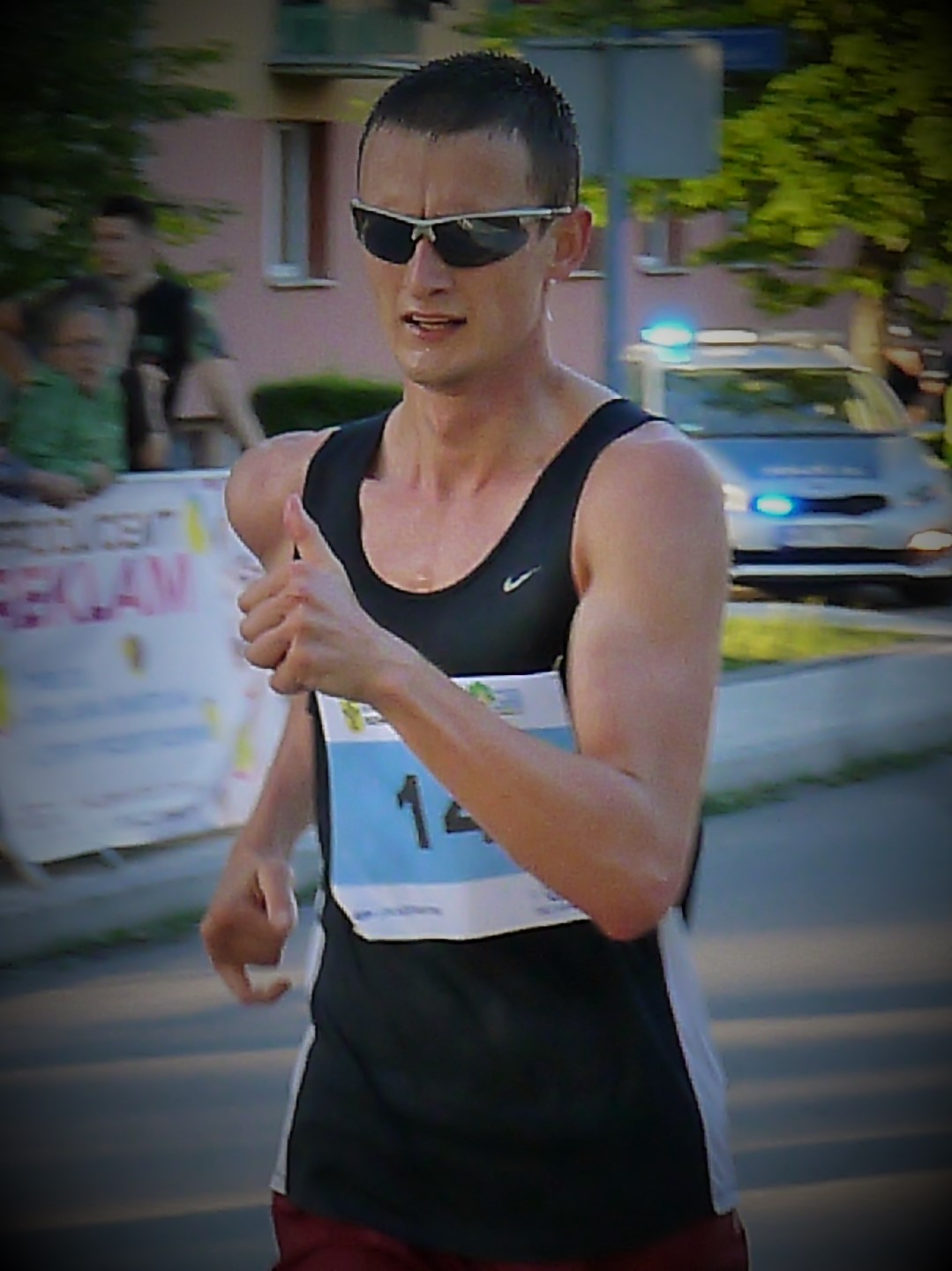
Mit Dawid Tomala ging ein Außenseiter zu Gold

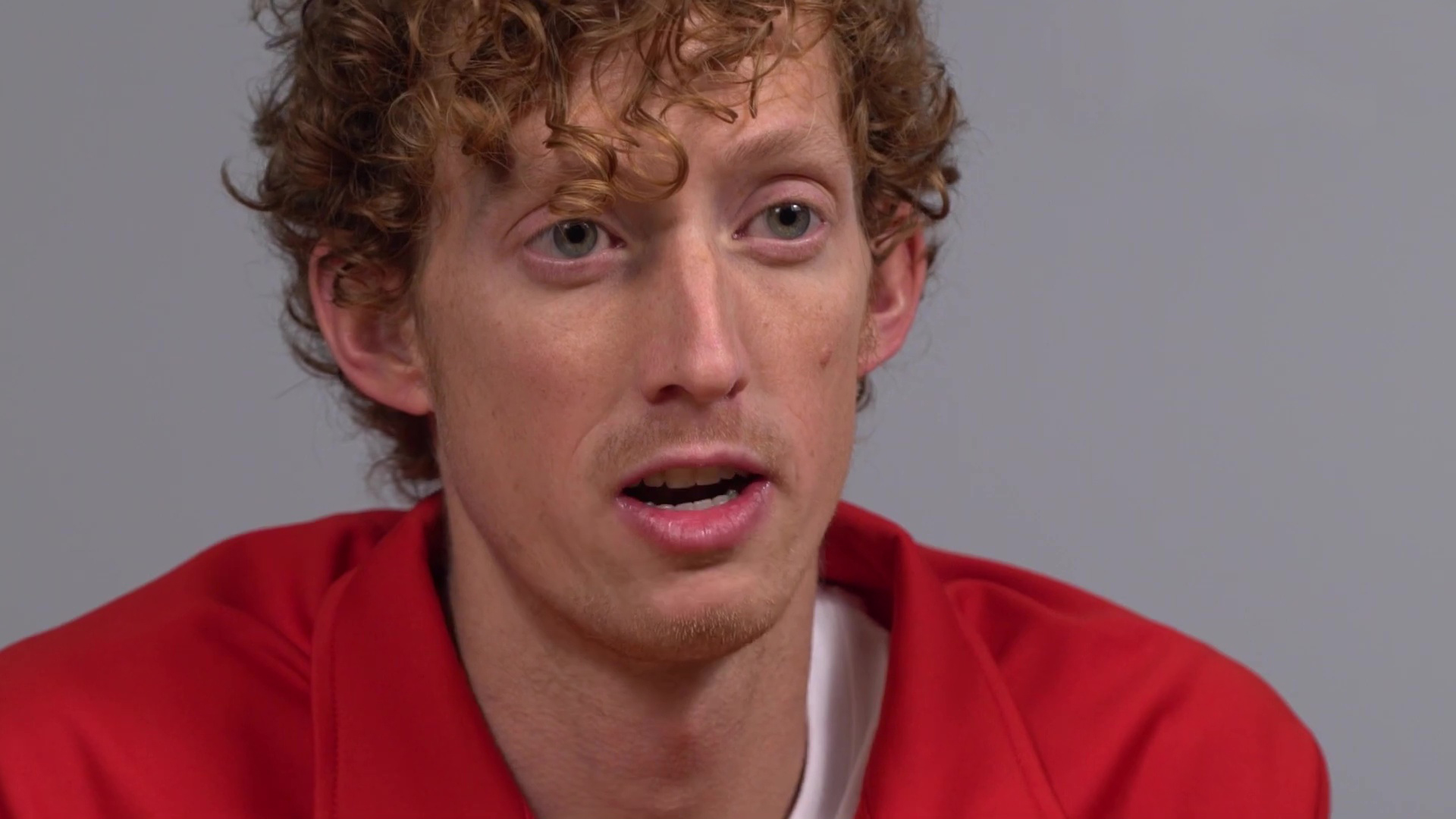
Nach seinem vierten Platz fünf Jahre zuvor errang Evan Dunfee diesmal Bronze

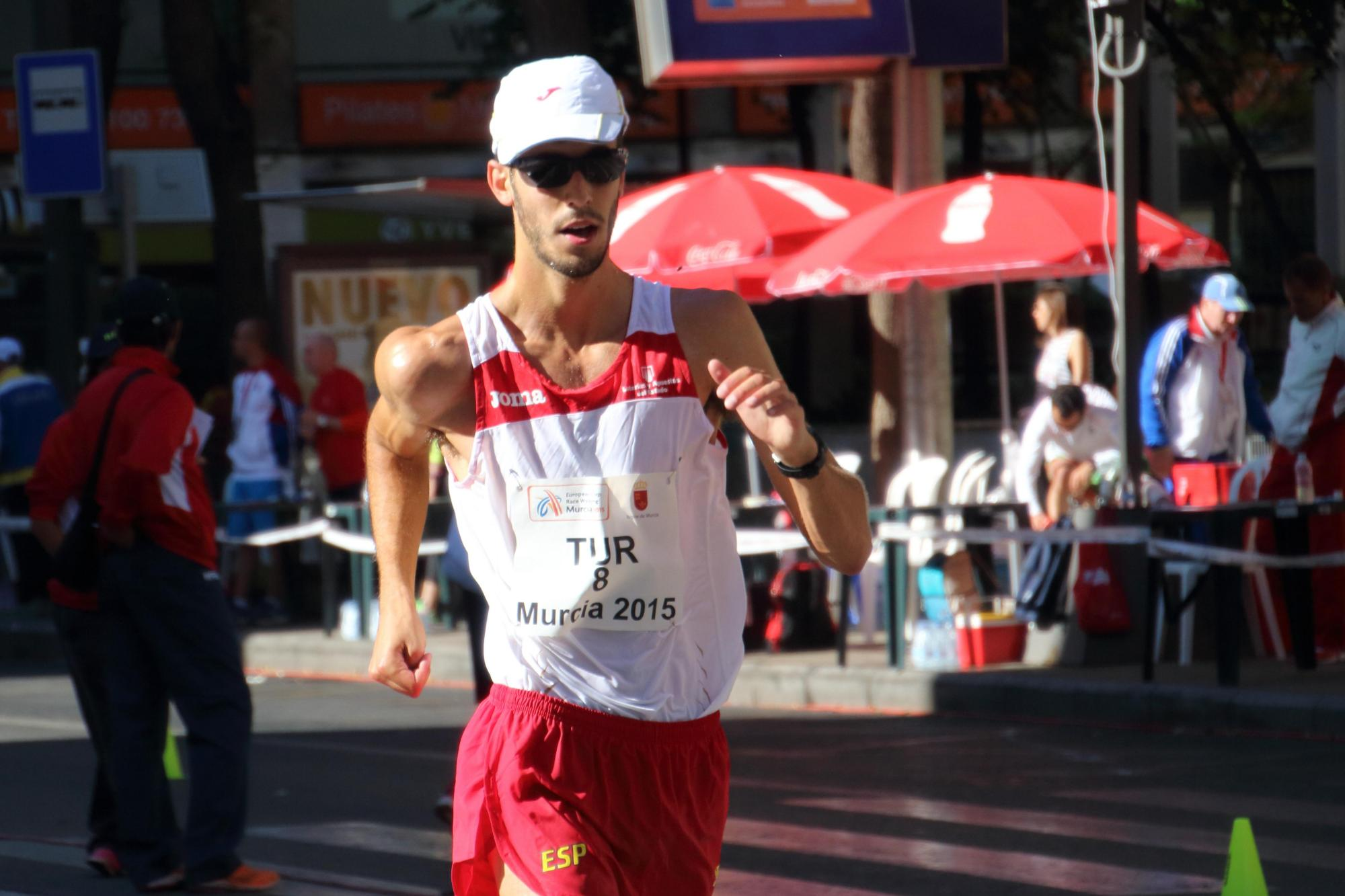
Der viertplatzierte Marc Tur

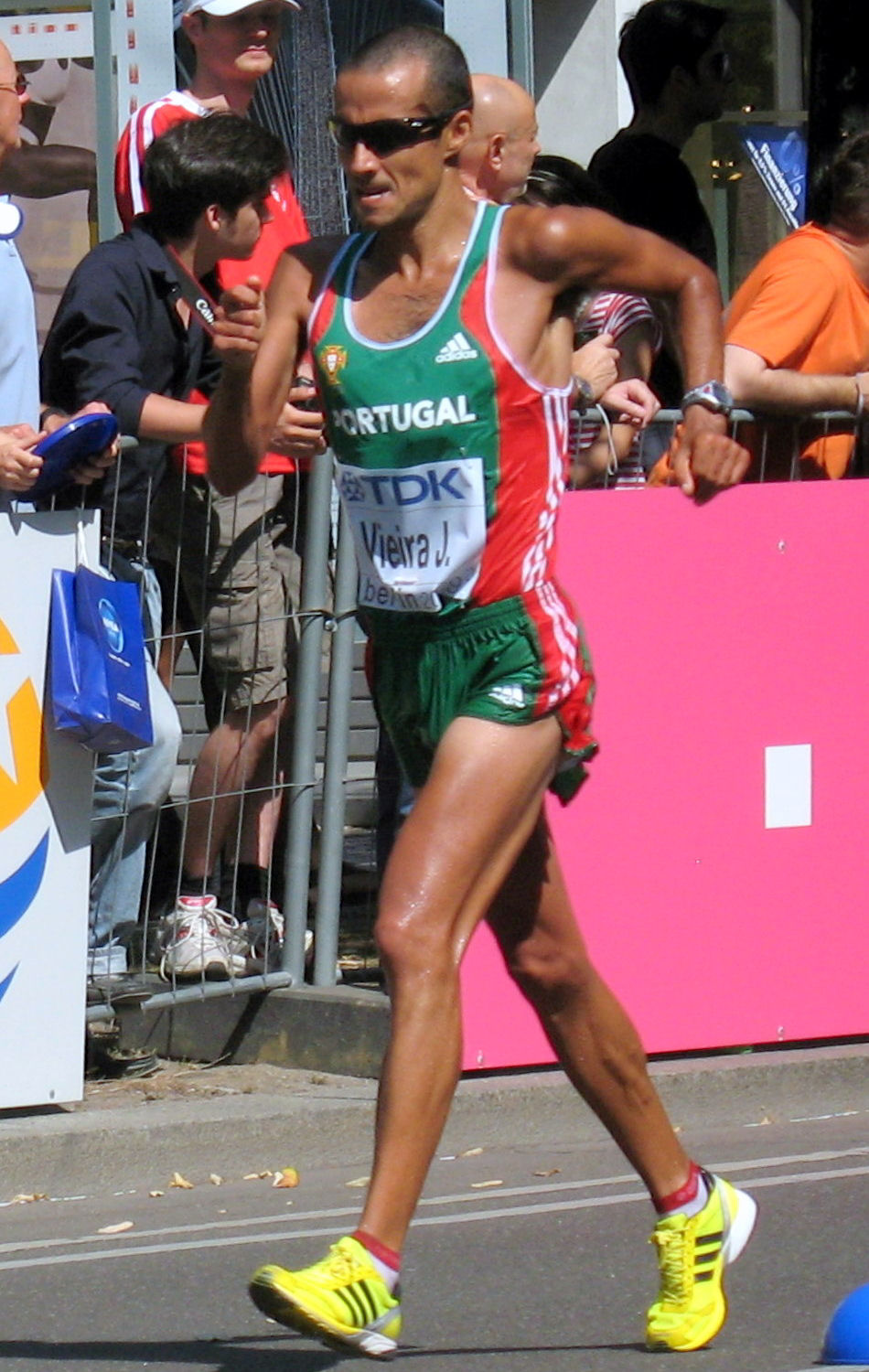
João Vieira belegte Rang fünf

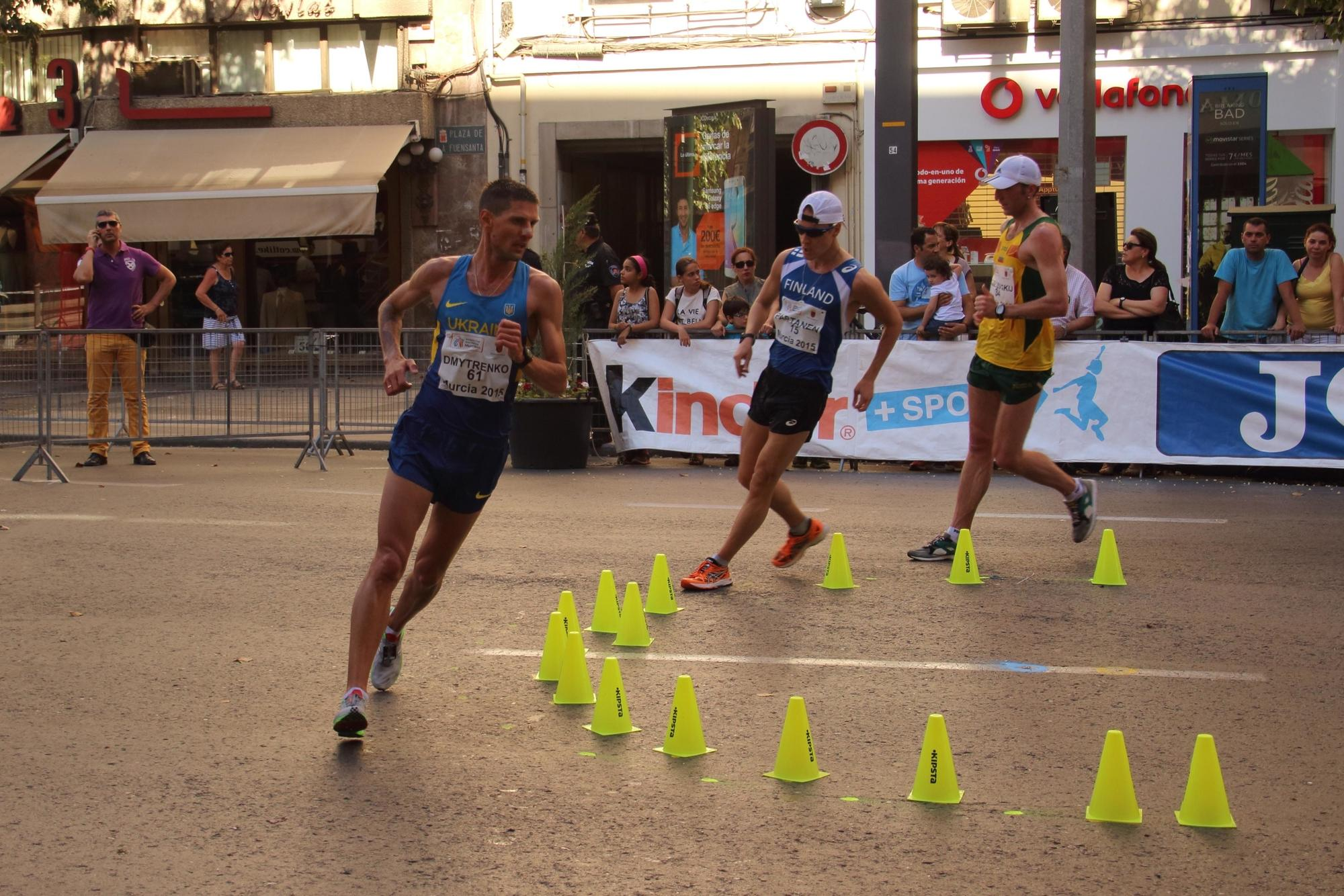
Aku Partanen (Mitte) – Platz neun

Start: 6. August 2021, 5:30 Uhr Ortszeit (5. August 2021, 22:30 Uhr MESZ)
| Platz | Name                   | Nation       | Zeit (h)                      | Anmerkung                                | Verwarnungen               |
| ----- | ---------------------- | ------------ | ----------------------------- | ---------------------------------------- | -------------------------- |
| 1     | Dawid Tomala           | Polen        | 3:50:08                       |                                          |                            |
| 2     | Jonathan Hilbert       | Deutschland  | 3:50:44                       |                                          | Boden / Boden              |
| 3     | Evan Dunfee            | Kanada       | 3:50:59                       | SB                                       |                            |
| 4     | Marc Tur               | Spanien      | 3:51:08                       |                                          | Knie / Knie                |
| 5     | João Vieira            | Portugal     | 3:51:28                       | SB                                       |                            |
| 6     | Masatora Kawano        | Japan        | 3:51:56                       | SB                                       |                            |
| 7     | Bian Tongda            | China        | 3:52:01                       |                                          |                            |
| 8     | Rhydian Cowley         | Australien   | 3:52:01                       | PB                                       |                            |
| 9     | Aku Partanen           | Finnland     | 3:52:39                       | SB                                       | Boden                      |
| 10    | Brendan Boyce          | Irland       | 3:53:40                       |                                          |                            |
| 11    | José Montaña           | Kolumbien    | 3:53:50                       | SB                                       |                            |
| 12    | Artur Brzozowski       | Polen        | 3:54:08                       | SB                                       | Boden                      |
| 13    | Jorge Armando Ruiz     | Kolumbien    | 3:55:30                       |                                          | Boden                      |
| 14    | Matej Tóth             | Slowakei     | 3:56:23                       | SB                                       |                            |
| 15    | José Leyver Ojeda      | Mexiko       | 3:56:53                       | SB                                       | Boden                      |
| 16    | Quentin Rew            | Neuseeland   | 3:57:33                       |                                          | Boden                      |
| 17    | Máté Helebrandt        | Ungarn       | 3:57:53                       | SB                                       | Boden                      |
| 18    | Diego Pinzón           | Kolumbien    | 3:57:54                       |                                          |                            |
| 19    | Andrés Chocho          | Ecuador      | 3:59:03                       | SB                                       | Boden / Knie / Boden       |
| 20    | Bence Venyercsán       | Ungarn       | 3:59:05                       |                                          |                            |
| 21    | Wang Qin               | China        | 3:59:35                       |                                          |                            |
| 22    | Dsmitryj Dsjubin       | Belarus      | 4:00:25                       | SB                                       |                            |
| 23    | Andrea Agrusti         | Italien      | 4:01:10                       |                                          |                            |
| 24    | Marius Cocioran        | Rumänien     | 4:01:43                       |                                          |                            |
| 25    | Marjan Sakalnyzkyj     | Ukraine      | 4:02:53                       |                                          |                            |
| 26    | Jarkko Kinnunen        | Finnland     | 4:04:28                       |                                          | Knie                       |
| 27    | Jhonatan Amores        | Ecuador      | 4:05:47                       |                                          |                            |
| 28    | Luo Yadong             | China        | 4:06:17                       |                                          |                            |
| 29    | Alex Wright            | Irland       | 4:06:20                       | SB                                       | Boden                      |
| 30    | Hayato Katsuki         | Japan        | 4:06:32                       |                                          |                            |
| 31    | Arturas Mastianica     | Litauen      | 4:06:43                       |                                          |                            |
| 32    | Satoshi Maruo          | Japan        | 4:06:44                       |                                          |                            |
| 33    | Carl Dohmann           | Deutschland  | 4:07:18                       |                                          |                            |
| 34    | Bernardo Barrondo      | Guatemala    | 4:08:34                       |                                          | Boden / Boden / Knie       |
| 35    | Jesús Ángel García     | Spanien      | 4:10:03                       |                                          | Knie                       |
| 36    | Alexandros Papamichail | Griechenland | 4:12:49                       |                                          |                            |
| 37    | Arnis Rumbenieks       | Lettland     | 4:13:33                       |                                          | Knie / Knie                |
| 38    | Aleksi Ojala           | Finnland     | 4:14:02                       |                                          | Knie                       |
| 39    | Walerij Litanjuk       | Ukraine      | 4:14:05                       |                                          | Knie                       |
| 40    | Marc Mundell           | Südafrika    | 4:14:37                       |                                          |                            |
| 41    | Michal Morvay          | Slowakei     | 4:15:22                       |                                          |                            |
| 42    | Nathaniel Seiler       | Deutschland  | 4:15:37                       |                                          |                            |
| 43    | Vít Hlaváč             | Tschechien   | 4:15:40                       |                                          |                            |
| 44    | Horacio Nava           | Mexiko       | 4:19:00                       |                                          | Knie / Knie                |
| 45    | Mathieu Bilodeau       | Kanada       | 4:20:36                       | SB                                       |                            |
| 46    | Lukáš Gdula            | Tschechien   | 4:33:06                       |                                          | Knie / Knie / Knie         |
| 47    | Claudio Villanueva     | Ecuador      | 4:53:09                       |                                          | Knie / Knie                |
| DNF   | Teodorico Caporaso     | Italien      |                               |                                          | Boden                      |
| DNF   | Rafał Augustyn         | Polen        |                               |                                          |                            |
| DNF   | Håvard Haukenes        | Norwegen     |                               |                                          |                            |
| DNF   | Luis Manuel Corchete   | Spanien      |                               |                                          |                            |
| DNF   | Gurpreet Singh         | Indien       |                               |                                          |                            |
| DNF   | Iwan Banseruk          | Ukraine      | Knie / Knie                   |                                          |                            |
| DNF   | Luis Ángel Sánchez     | Guatemala    | Boden / Boden / Boden         |                                          |                            |
| DNF   | Isaac Palma            | Mexiko       | Boden                         |                                          |                            |
| DNF   | Yohann Diniz           | Frankreich   |                               |                                          |                            |
| DNF   | Marco De Luca          | Italien      |                               |                                          |                            |
| DSQ   | Ruslans Smolonskis     | Lettland     |                               | IWR Regel 230, TR54.7.5 Disqualifikation | Boden / Knie / Knie / Knie |
| DSQ   | Erick Barrondo         | Guatemala    | Boden / Boden / Boden / Boden | IWR Regel 230, TR54.7.5 Disqualifikation |                            |

## Wettbewerbsverlauf
Beim Start am frühen Morgen hielten sich die Temperaturen mit 25° Celsius noch in Grenzen. Doch im Laufe des Wettbewerbs stieg das Thermometer bis auf 33° Celsius an. In Kombination mit einer hohen Luftfeuchtigkeit stellten diese Bedingungen eine große Herausforderung für die Geher dar. Schnelle Zeiten waren so nicht zu erwarten.
Schon früh setzten sich mit dem Franzosen Yohann Diniz und dem Chinesen Luo Yadong zwei Geher vom Rest des großen Feldes ab. Diniz allerdings verlor bald den Anschluss und Yadong erarbeitete sich bis Kilometer fünfzehn fast eineinhalb Minuten Vorsprung vor einer immer noch großen Verfolgergruppe. Das Tempo auch des Führenden war mit 5-km-Abschnitten zwischen 23:30 min und 23:59 min erwartungsgemäß vorsichtig. Yadongs Vorsprung schmolz bis Kilometer zwanzig immer weiter dahin und es fand sich eine siebzehnköpfige Spitzengruppe zusammen, die auf den nächsten Kilometern auf 22 Geher anwuchs, obwohl es jetzt mit 5-km-Abschnitten knapp über 23 Minuten schneller wurde.
Nach Hälfte der Strecke ergriff der polnische Außenseiter Dawid Tomala die Initiative, übernahm die Führung und setzte sich ab von seinen Konkurrenten. Ab Kilometer dreißig machte er richtig Ernst. Die beiden nächsten 5-km-Abschnitte legte er um fast jeweils zwei Minuten schneller zurück als zuvor. Bei Kilometer 45 war sein Vorsprung auf über drei Minuten angewachsen. So konnte er es am Ende etwas langsamer angehen und die Verfolger näher kommen lassen, ohne dass sein Sieg gefährdet war. Im Ziel betrug sein Vorsprung als Gewinner der Goldmedaille immer noch 36 Sekunden.
Der Kampf um die weiteren Medaillen hinter ihm blieb spannend. Keiner der Verfolger konnte sich zunächst entscheidend absetzen, die Gruppe blieb zusammen, wurde jedoch sukzessive kleiner. Bei Kilometer vierzig waren mit dem Deutschen Jonathan Hilbert, dem Finnen Aku Partanen, dem Spanier Marc Tur, dem Japaner Masatora Kawano, dem Portugiesen João Vieira und dem Kanadier Evan Dunfee noch sechs Geher zusammen in dieser Gruppe, drei Sekunden dahinter folgte der Australier Rhydian Cowley. Dann musste auch Partanen abreißen lassen und der Abstand zu den weiteren Verfolgern vergrößerte sich.
Zwei Kilometer vor dem Ziel waren nur noch Hilbert und Tur übrig geblieben, die nun hinter Tomala wohl um Silber kämpften. Jonathan Hilbert konnte den Spanier am Schluss abschütteln und ging als Olympiazweiter durchs Ziel. Marc Tur dagegen ließ am Ende deutlich nach, sodass Dunfee doch noch zu ihm aufschloss und auf den letzten Metern an ihm vorbeizog. Evan Dunfee gewann so fünfzehn Sekunden hinter Hilbert die Bronzemedaille. Weitere neun Sekunden zurück kam Marc Tur zwanzig Sekunden vor João Vieira als Vierter ins Ziel. Den sechsten Rang belegte Masatora Kawano vor dem Chinesen Bian Tongda und Rhydian Cowley.

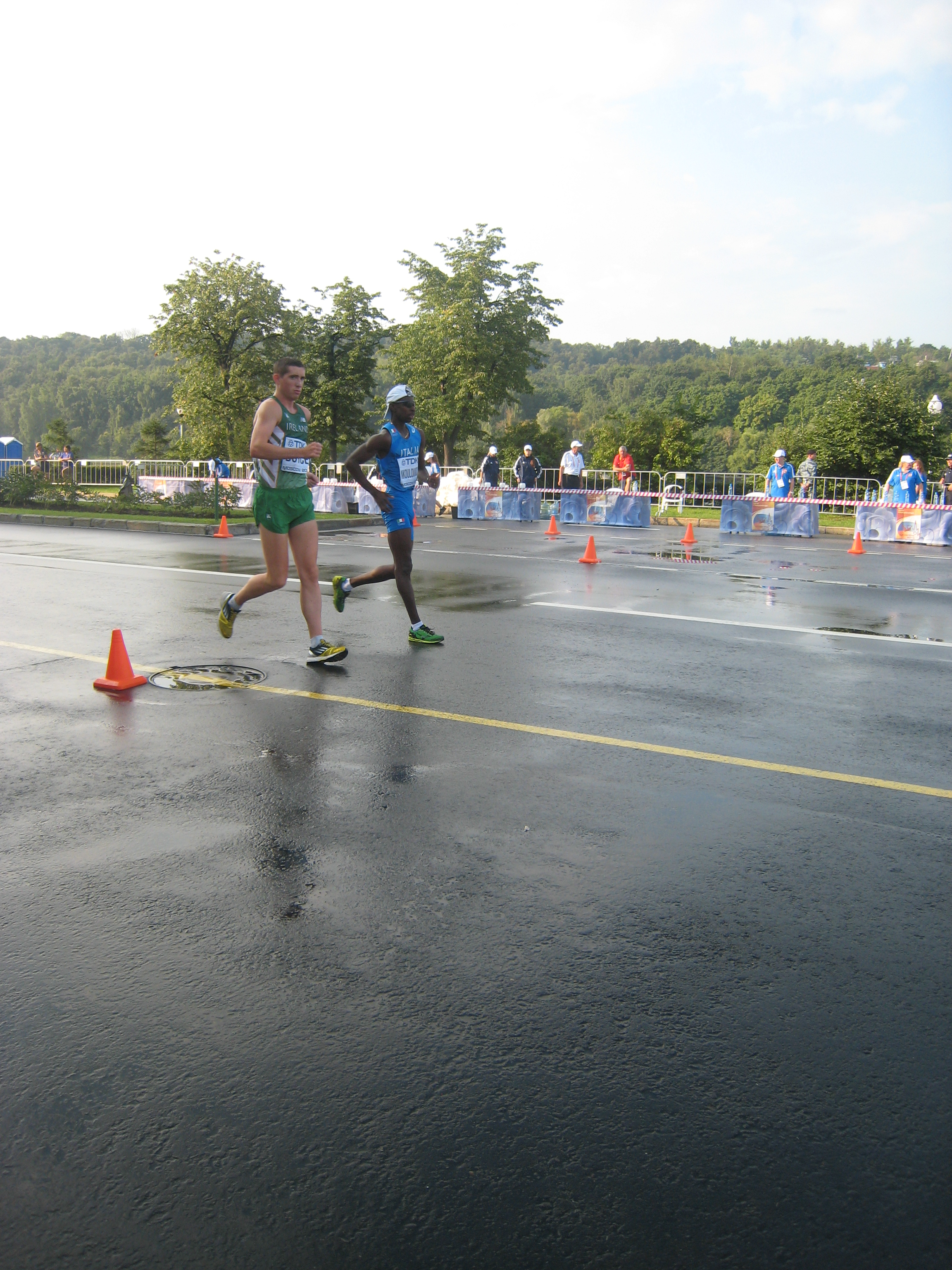
Der zehntplatzierte Brendan Boyce (grünes Trikot)
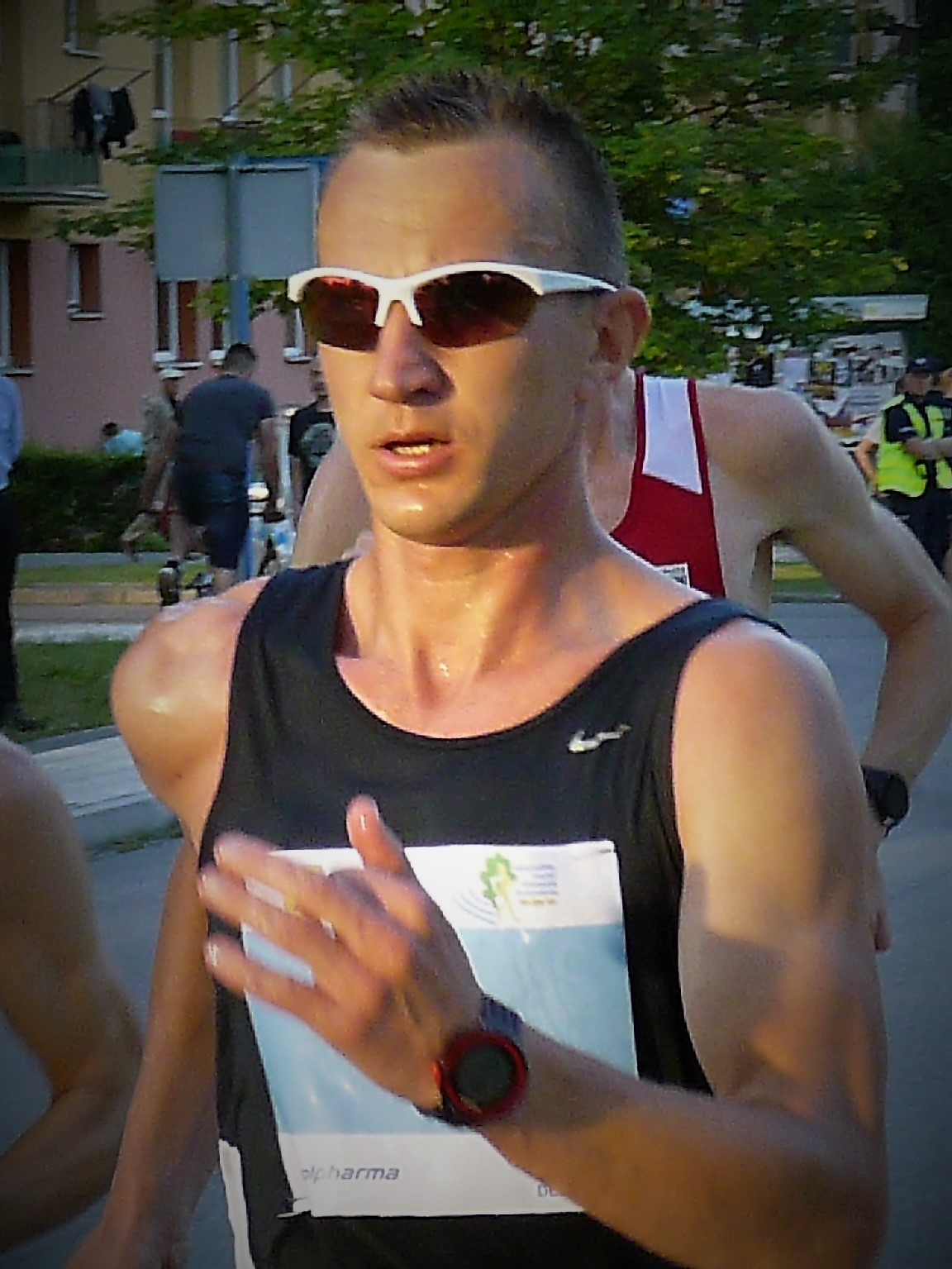
Artur Brzozowski wurde Olympiazwölfter
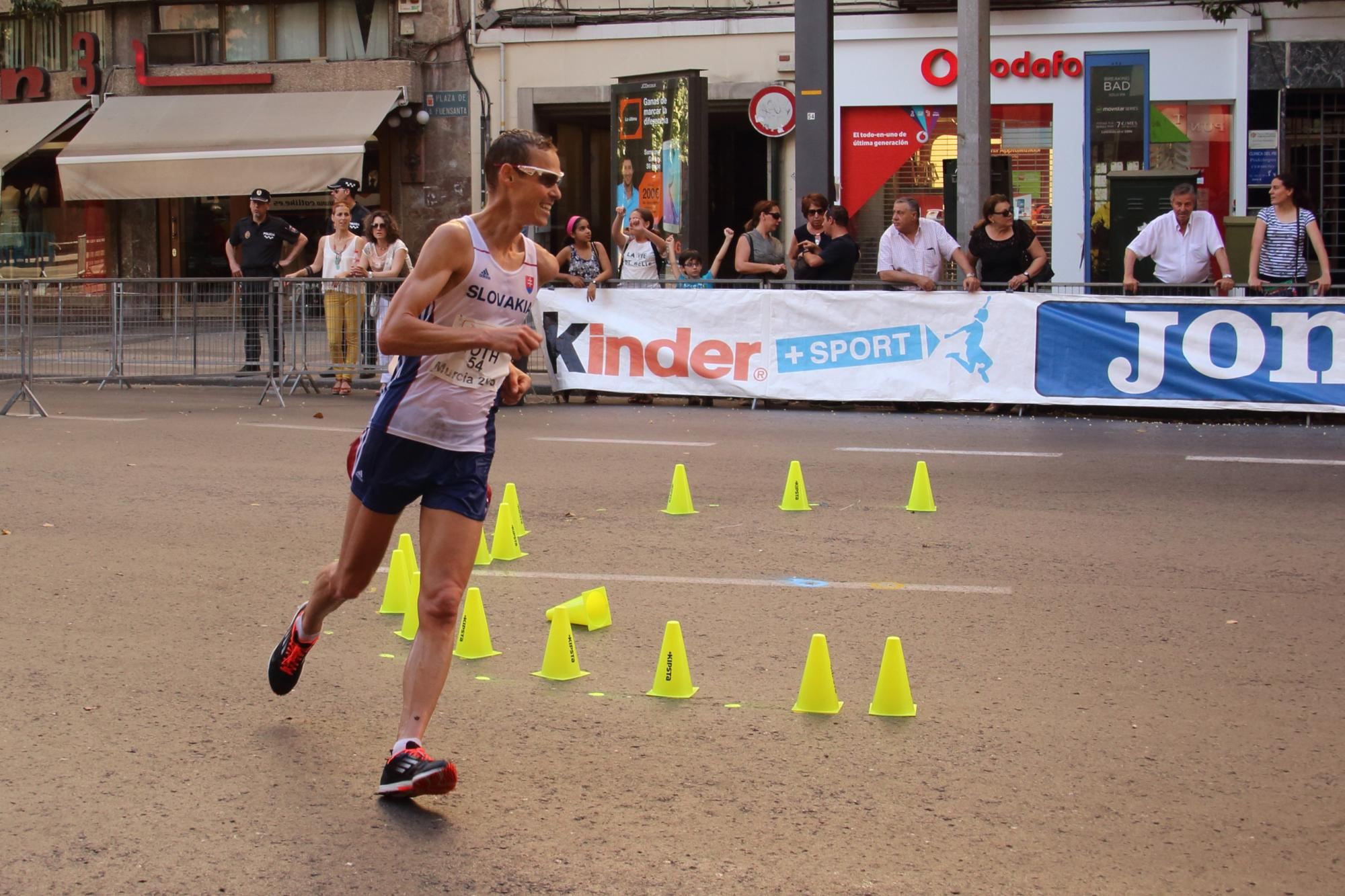
Der Olympiasieger von 2016 Matej Tóth erreichte Platz vierzehn
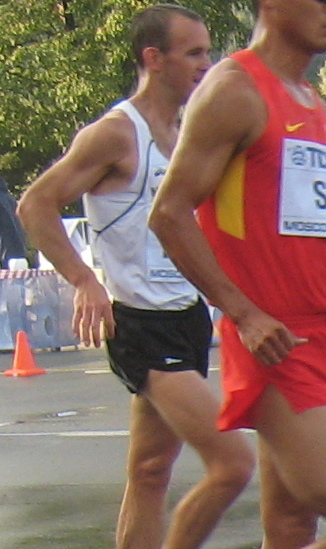
Quentin Rew – Rang sechzehn
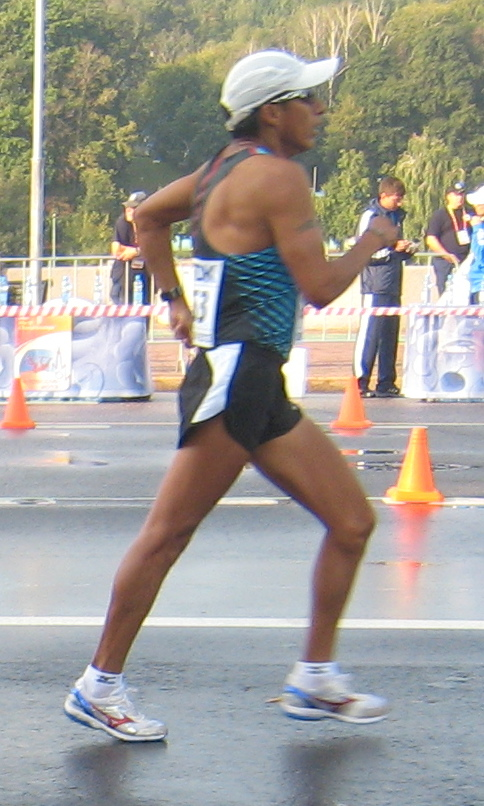
Andrés Chocho kam auf den neunzehnten Platz
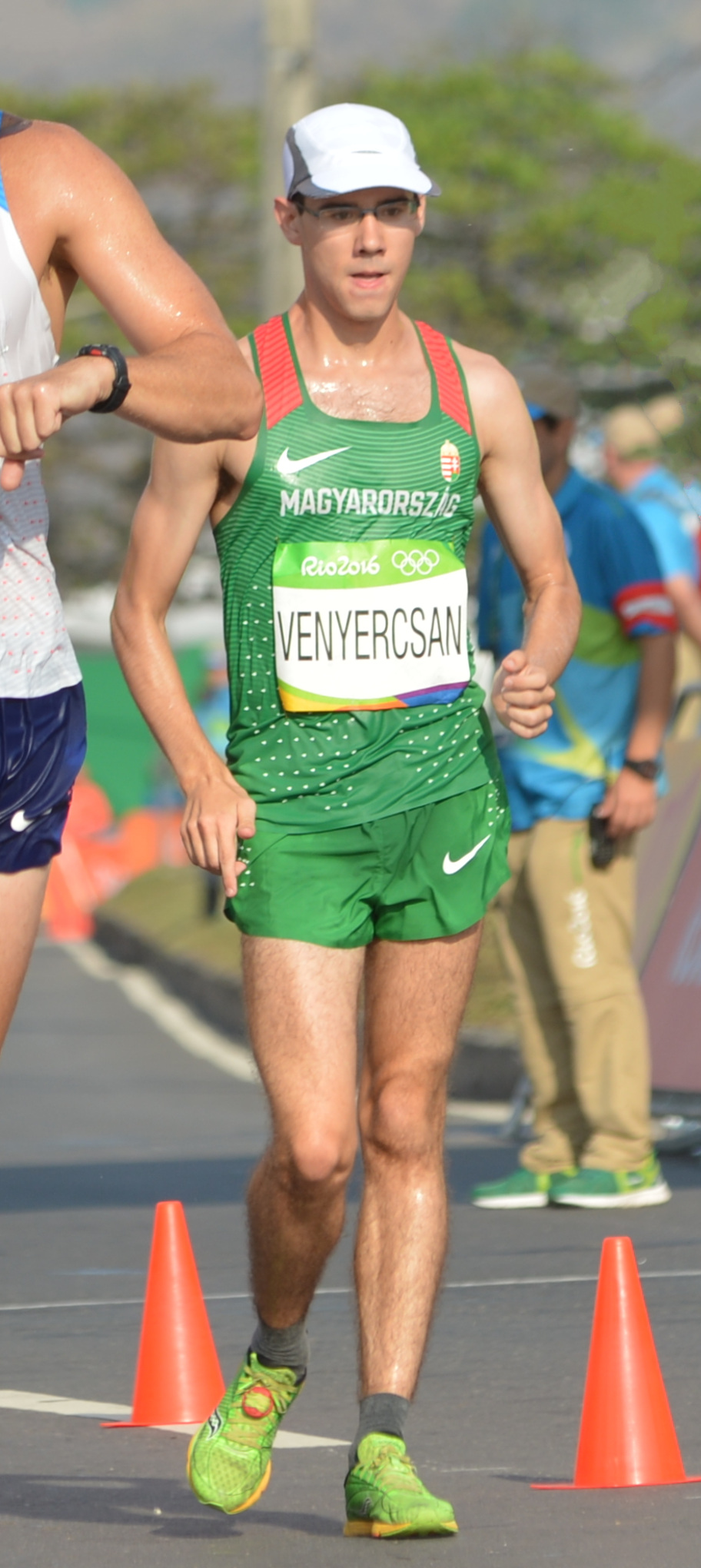
Platz zwanzig für Bence Venyercsán
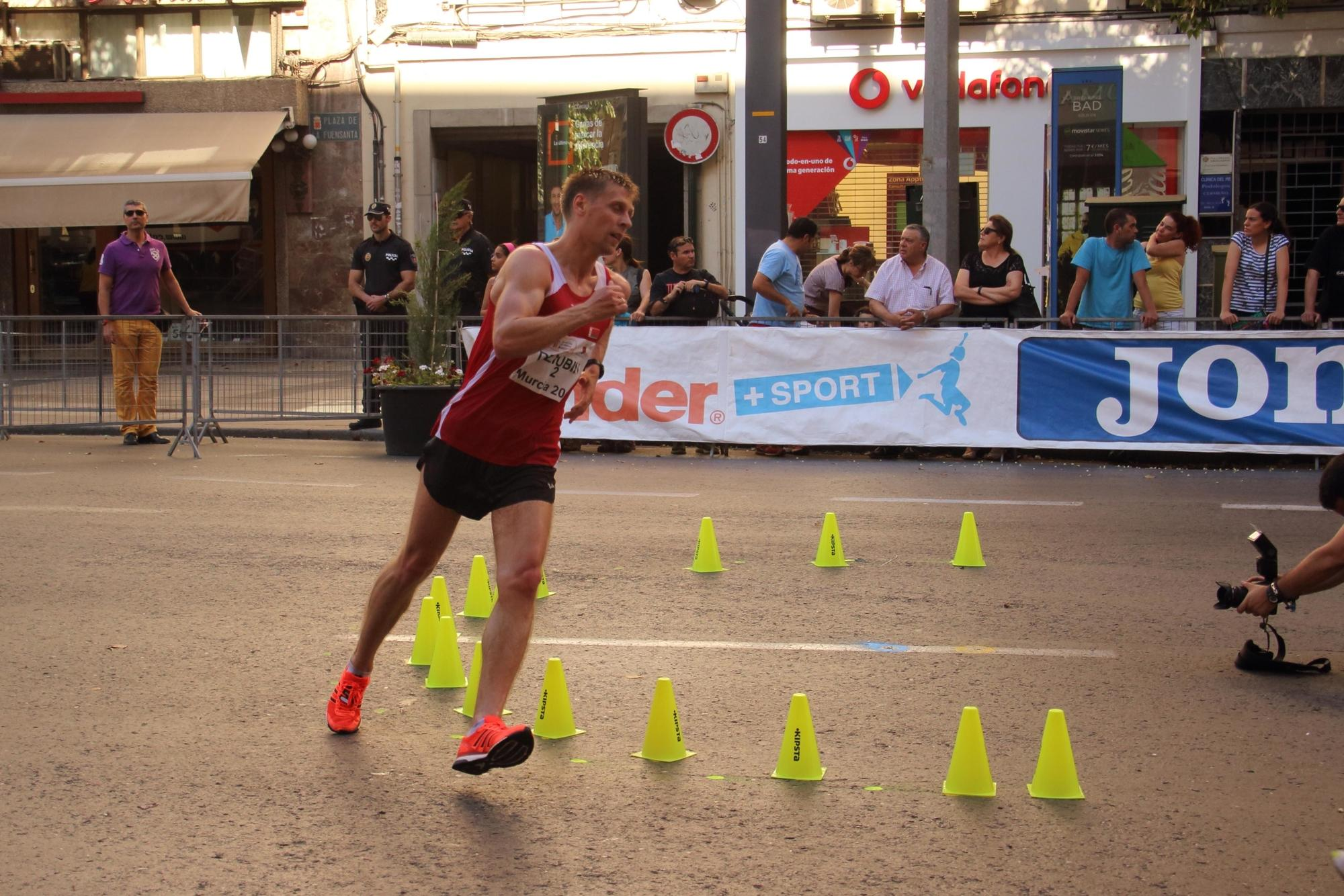
Dsmitryj Dsjubin – Rang 22
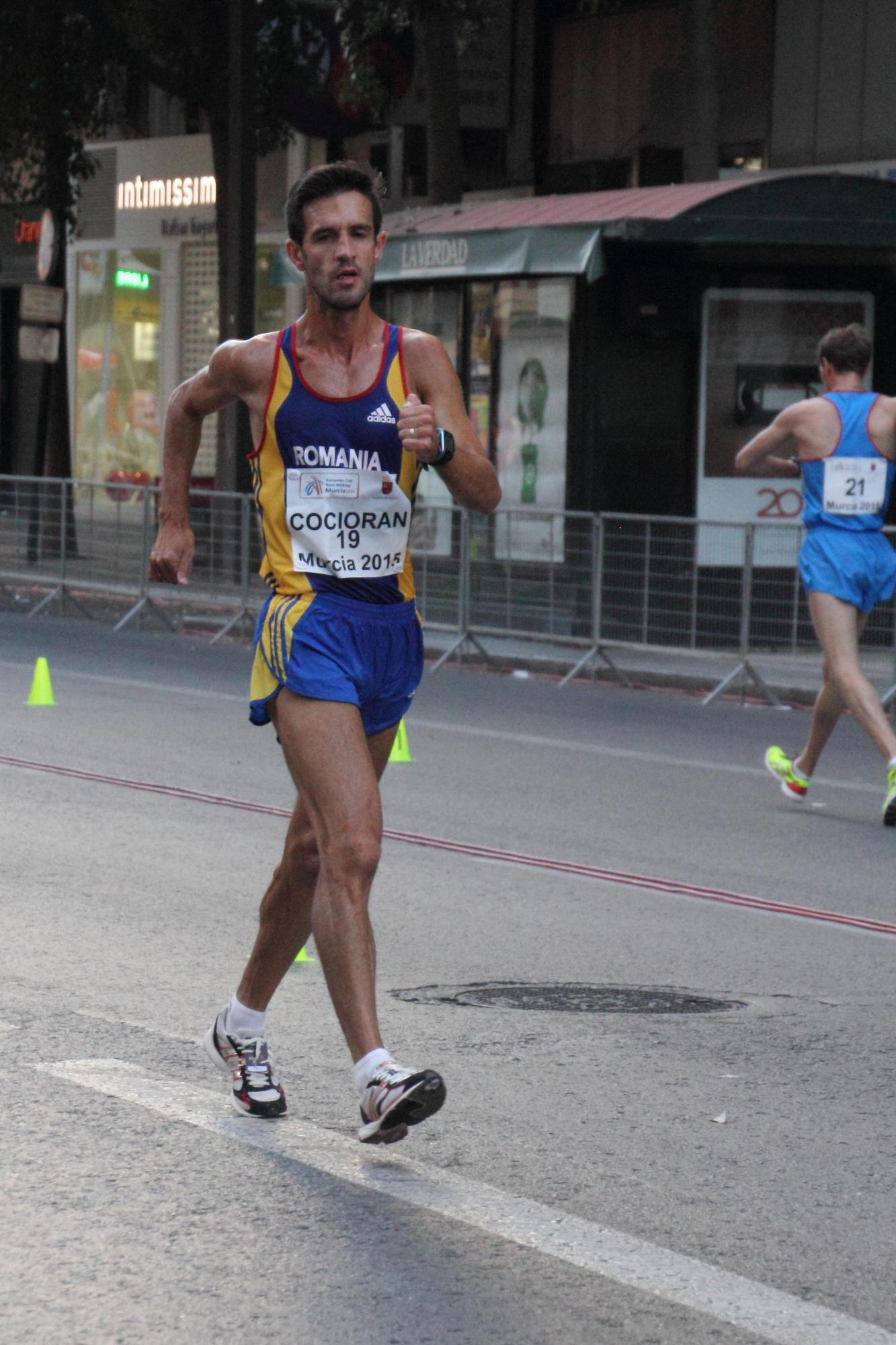
Marius Cocioran – Rang 24
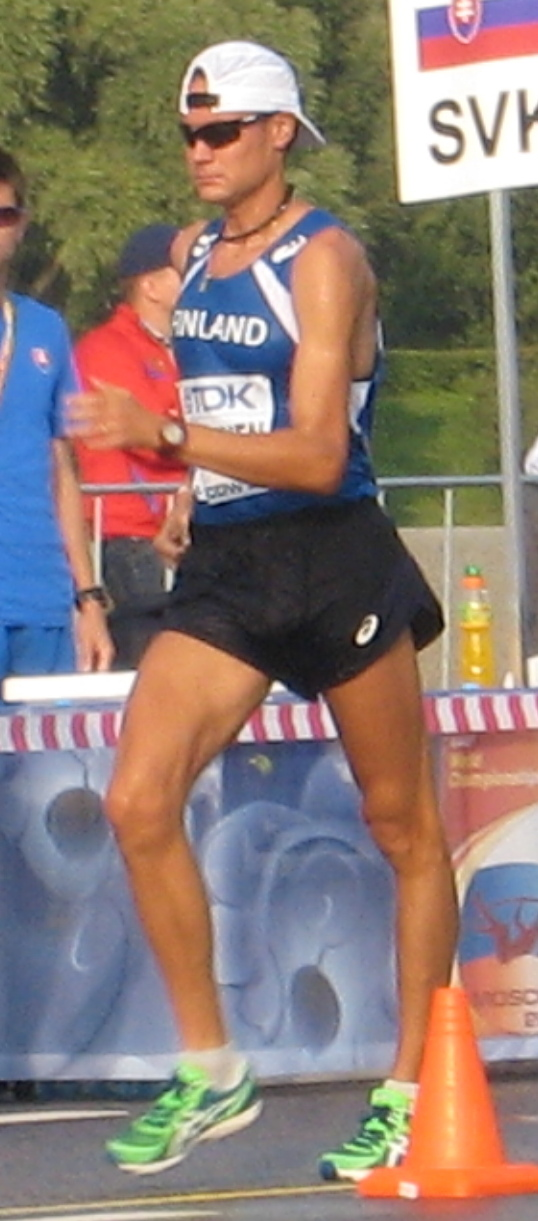
Jarkko Kinnunen – Rang 26
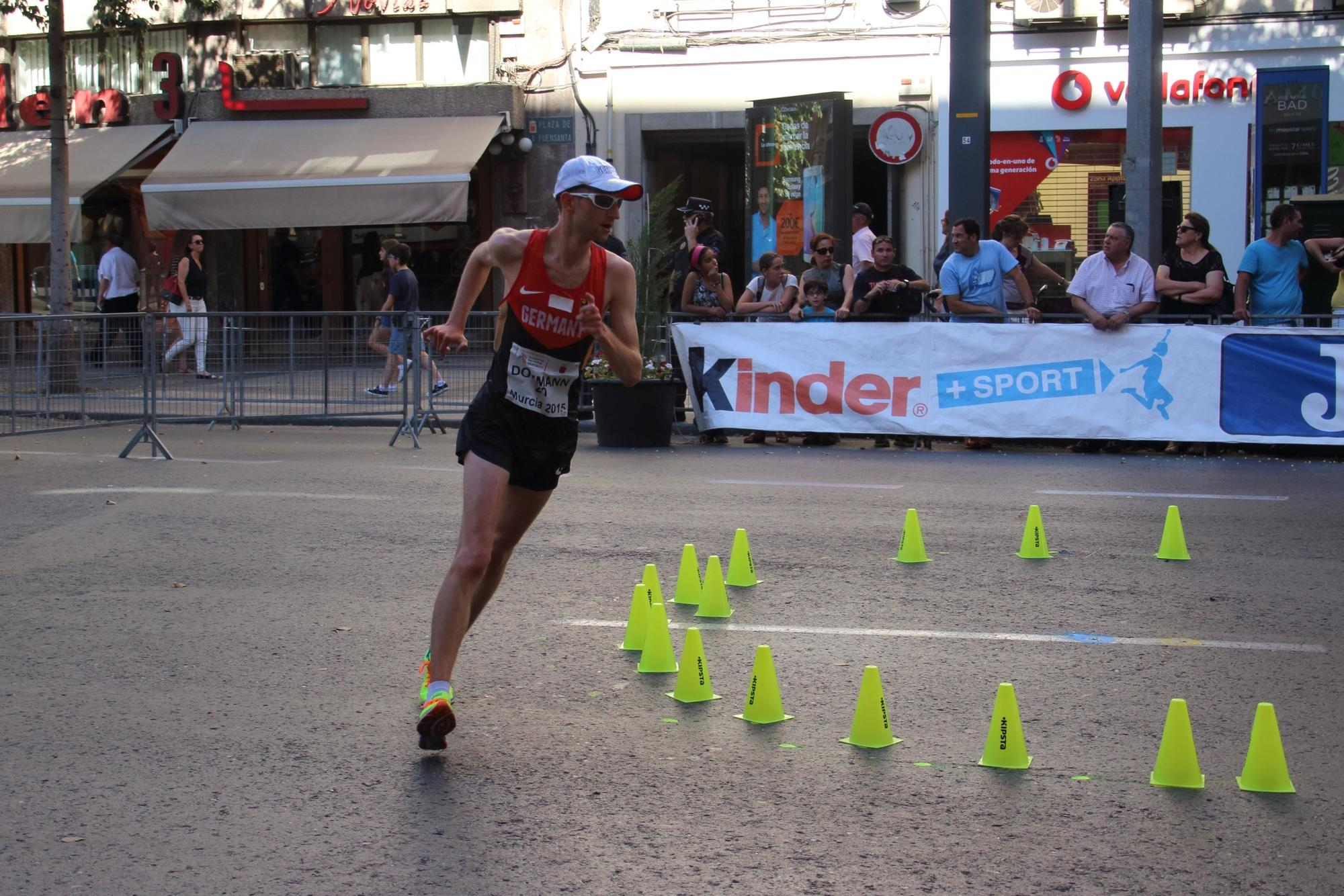
Carl Dohmann – Rang 33
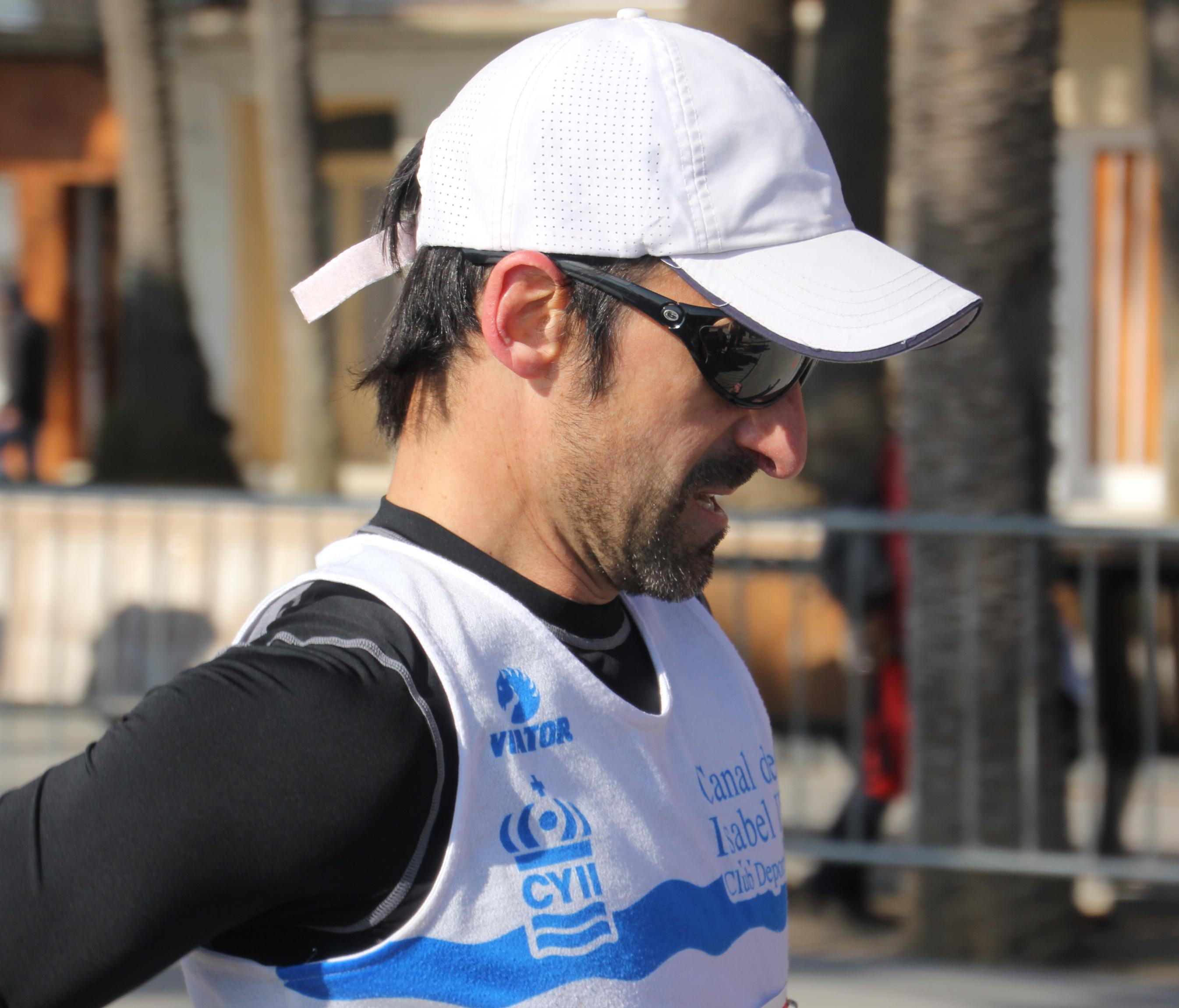
Jesús Ángel García – Rang 35
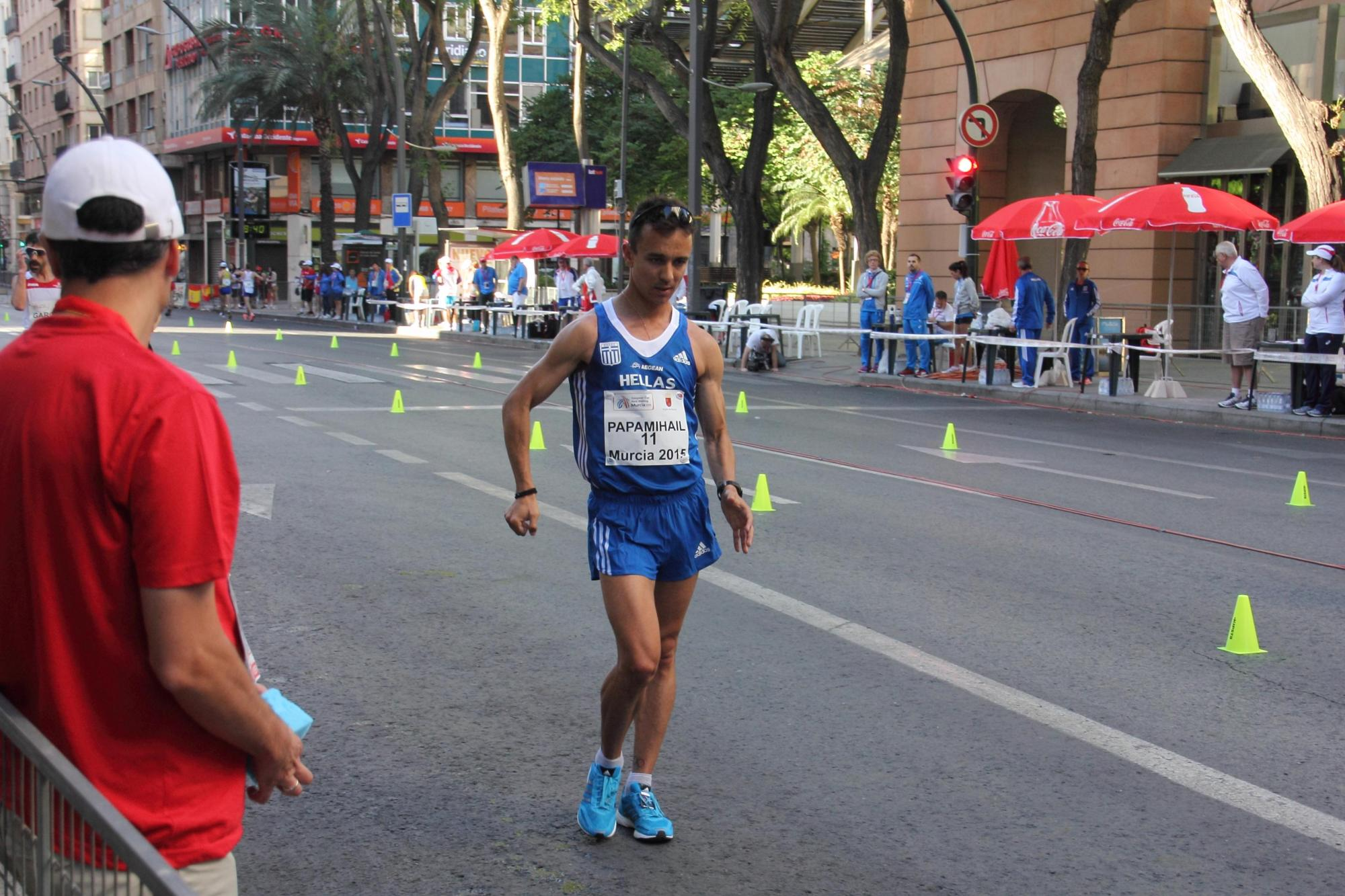
Alexandros Papamichail – Rang 36
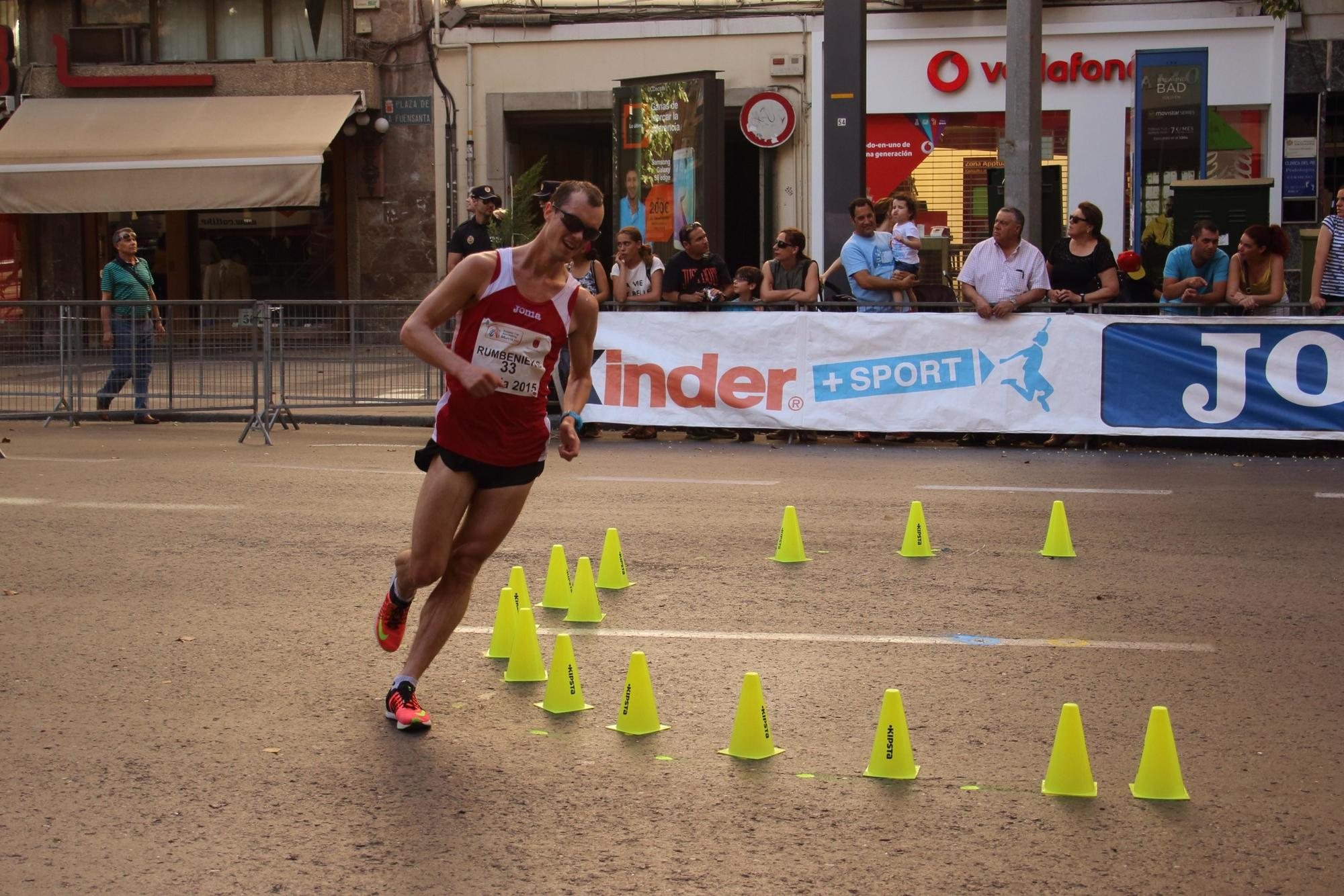
Arnis Rumbenieks – Rang 37
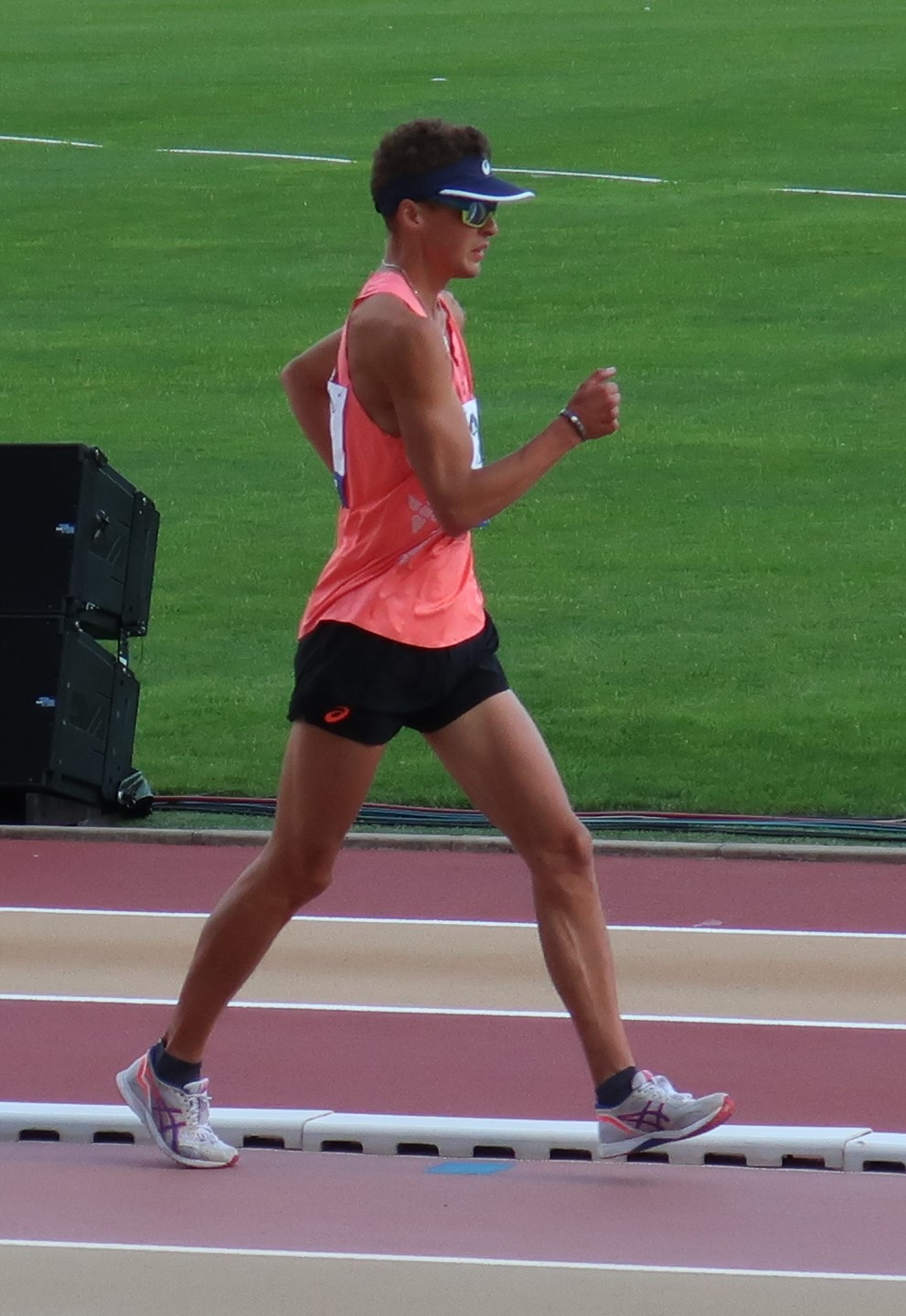
Aleksi Ojala – Rang 38
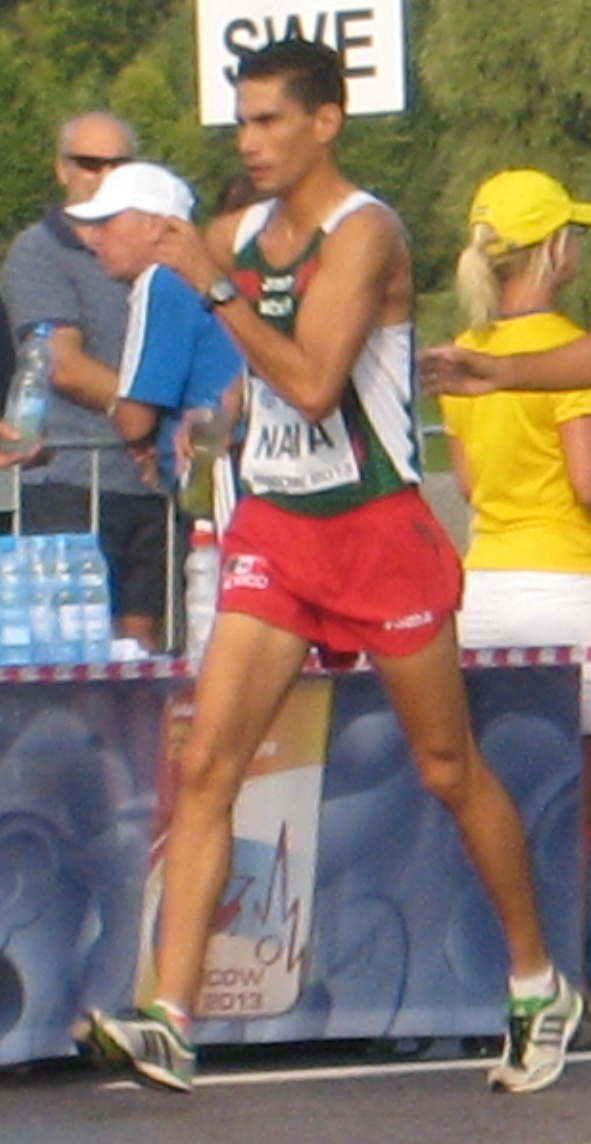
Horacio Nava – Rang 44
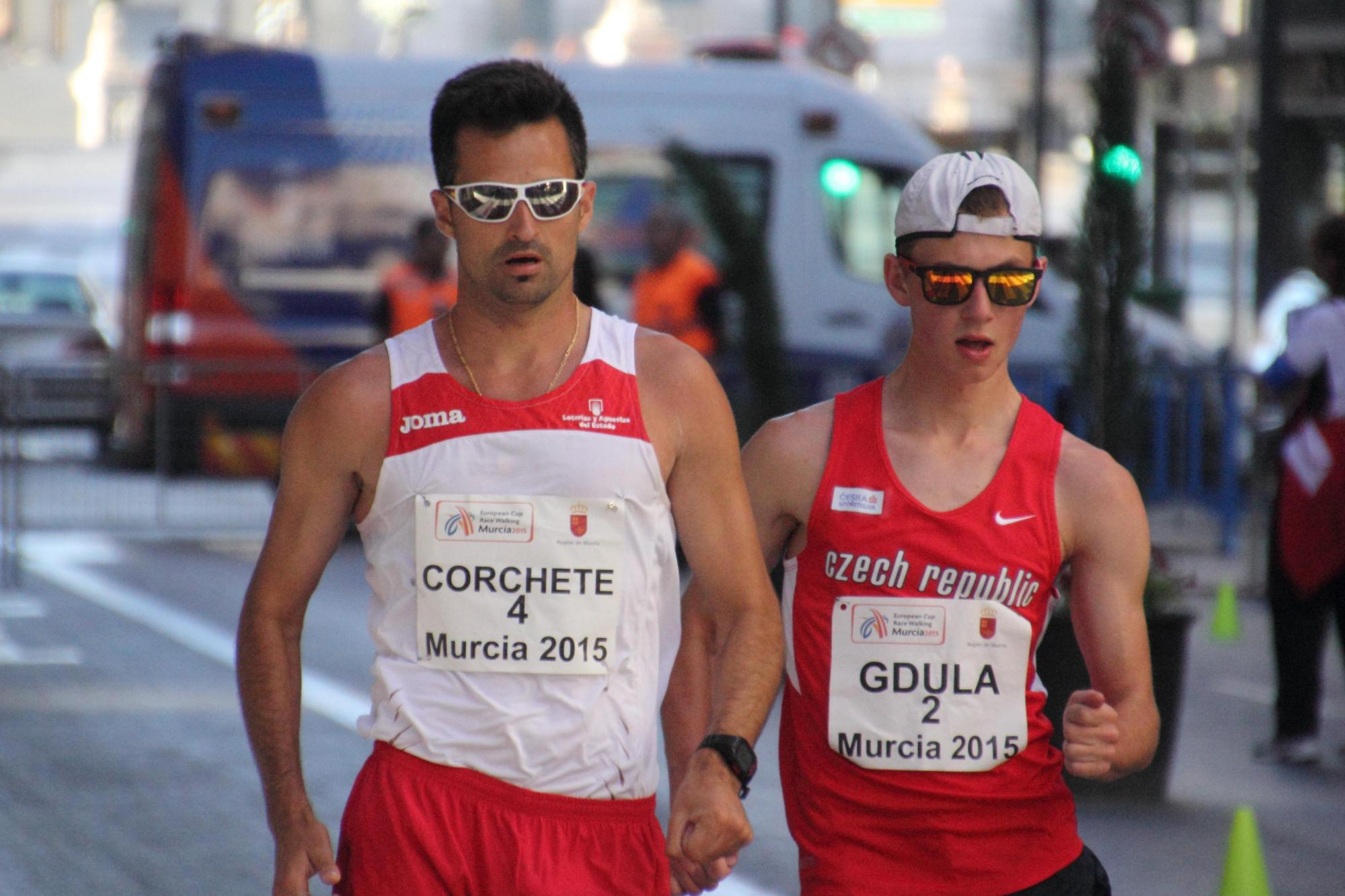
Lukáš Gdula (rechts) – Rang 46 Luis Manuel Corchete – Wettkampf nicht beendet
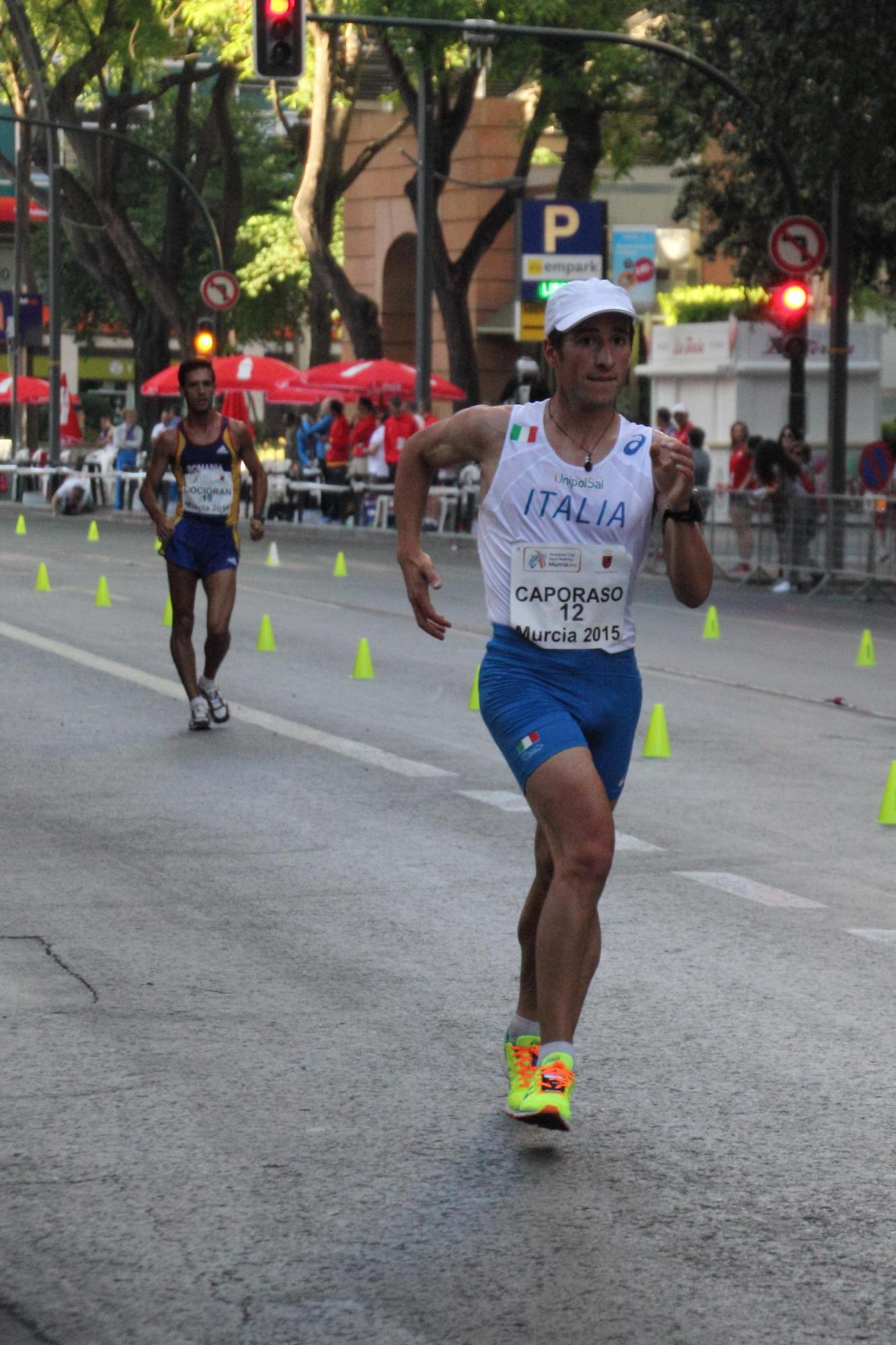
Teodorico Caporaso – Wettkampf nicht beendet
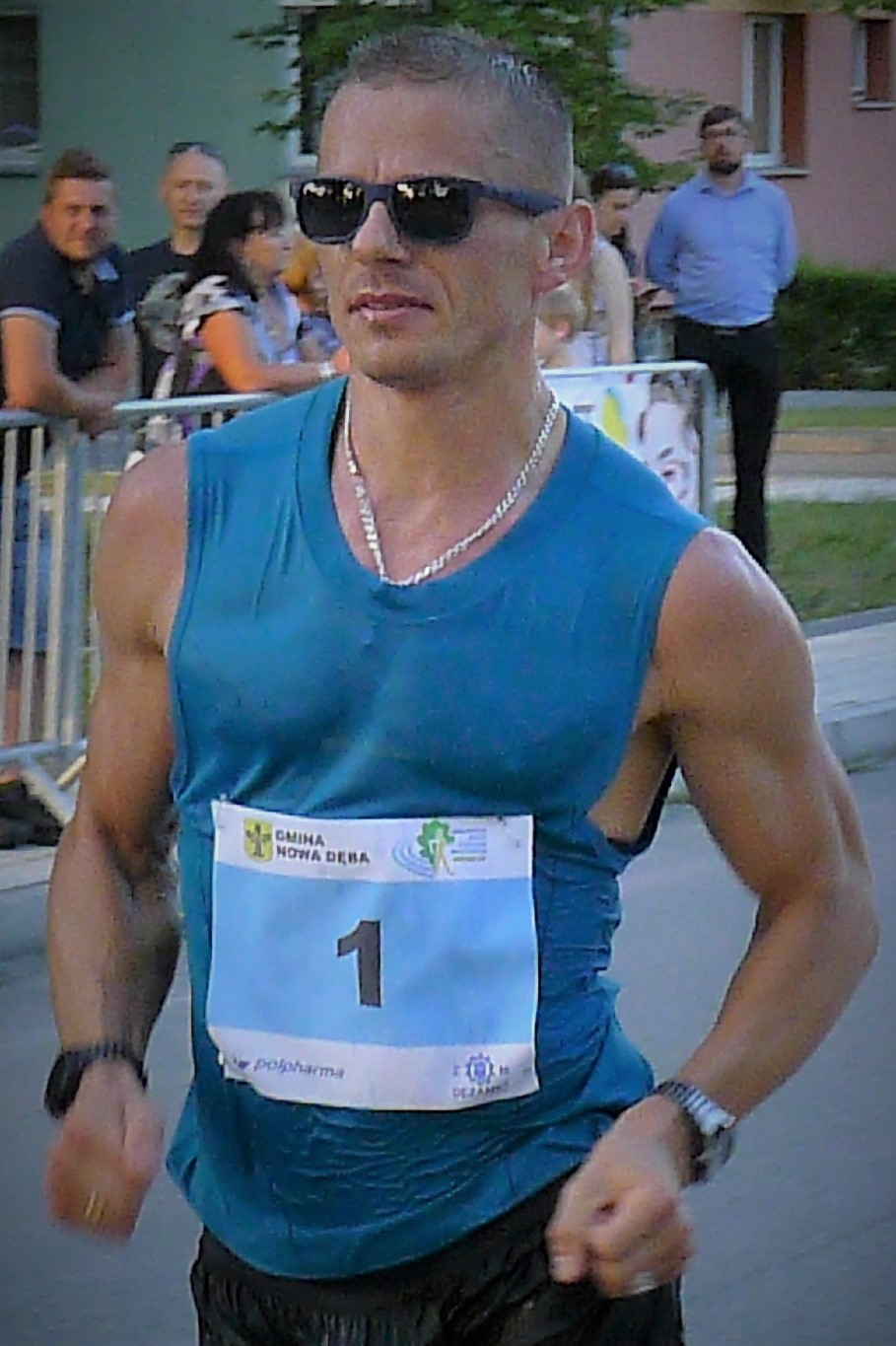
Rafał Augustyn – Wettkampf nicht beendet
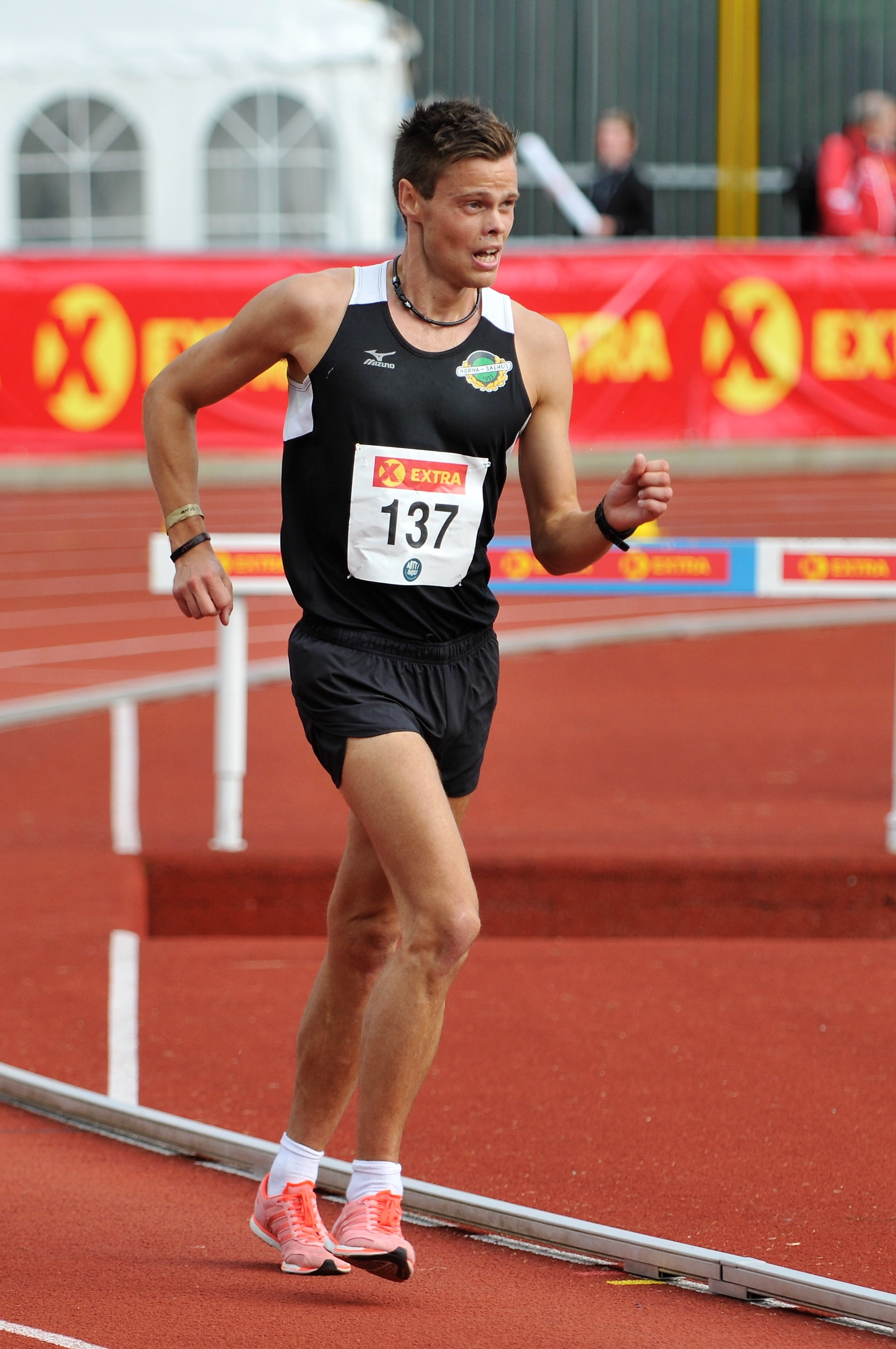
Håvard Haukenes – Wettkampf nicht beendet
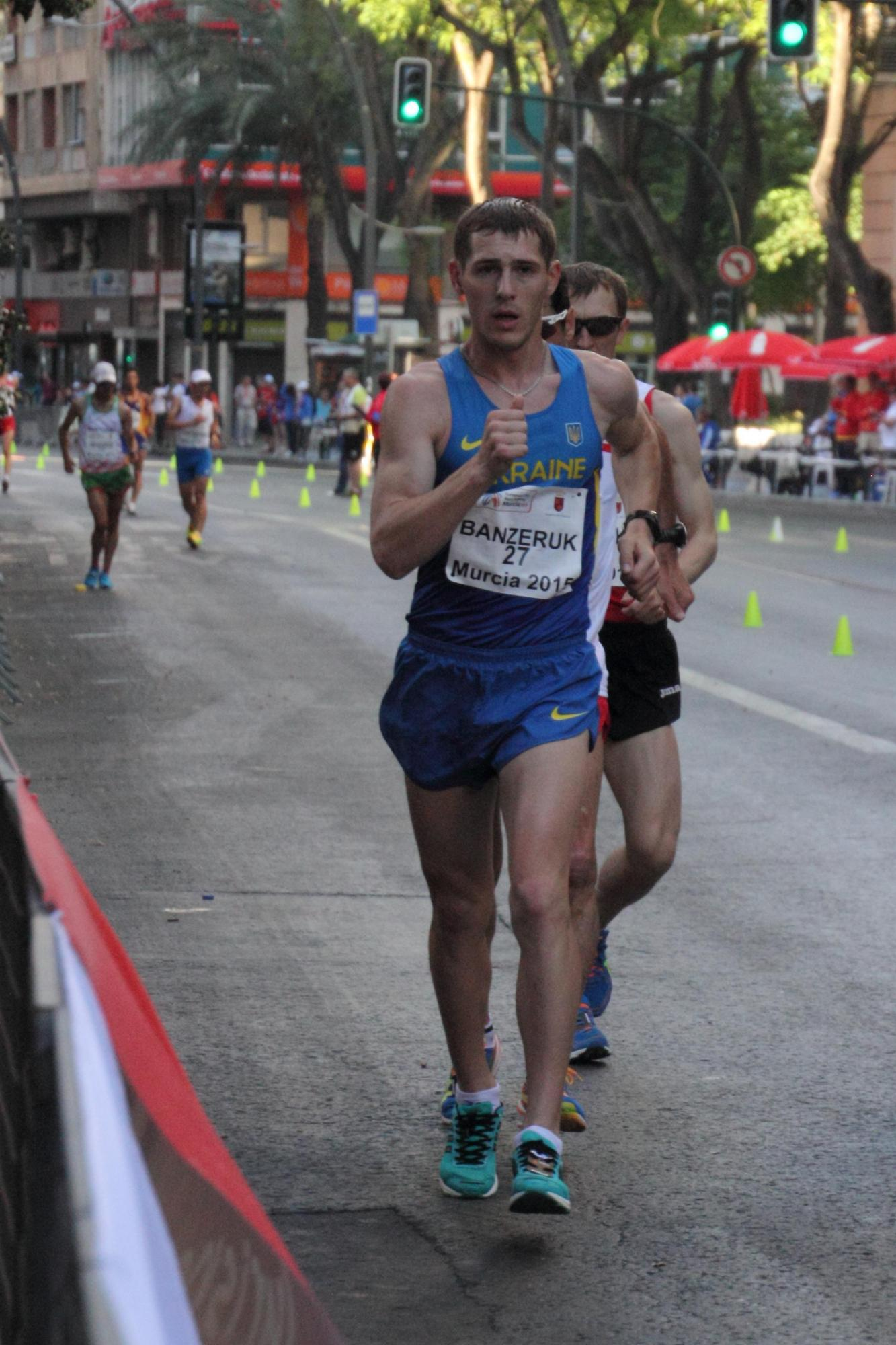
Iwan Banseruk – Wettkampf nicht beendet
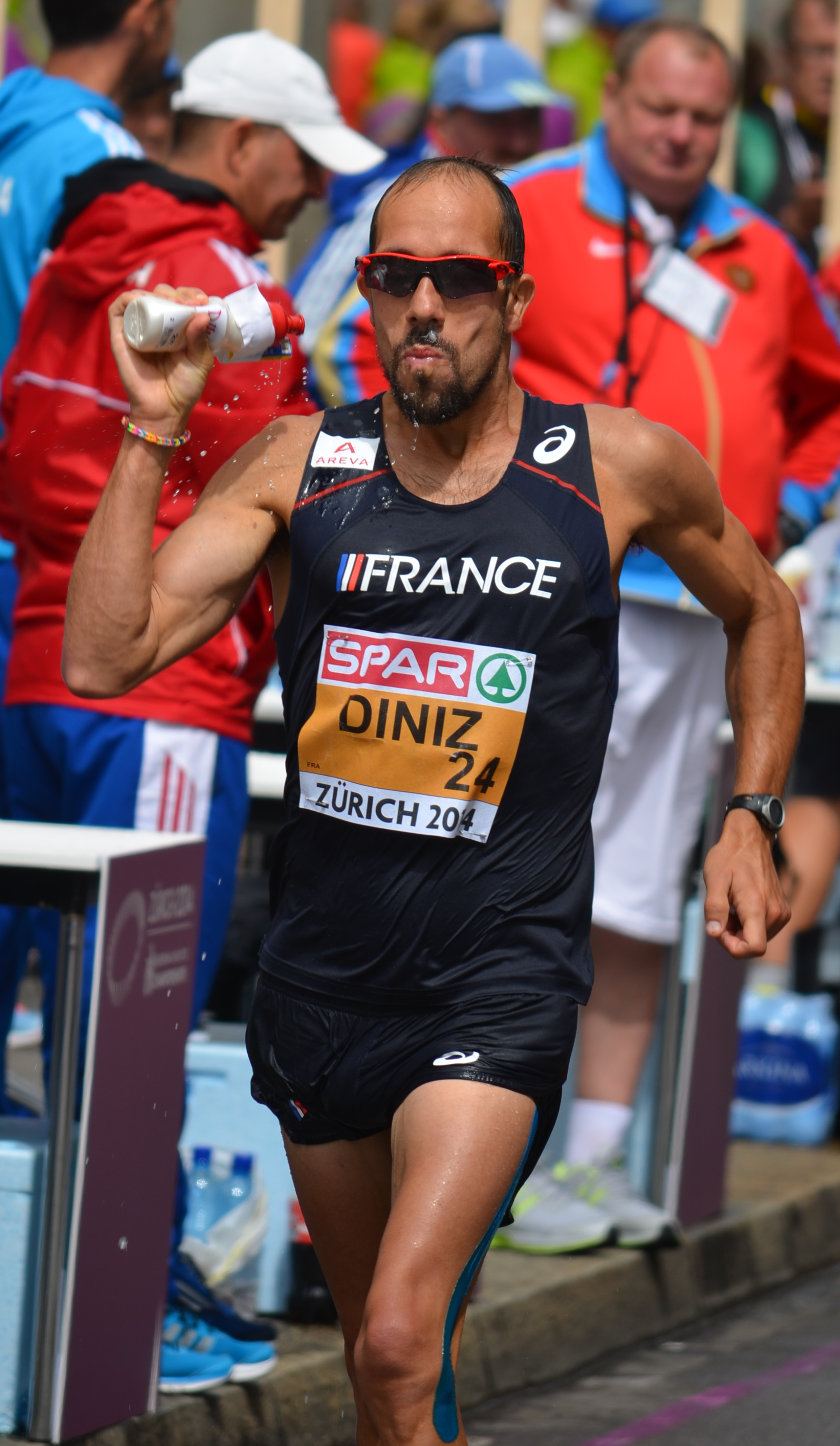
Yohann Diniz – Wettkampf nicht beendet
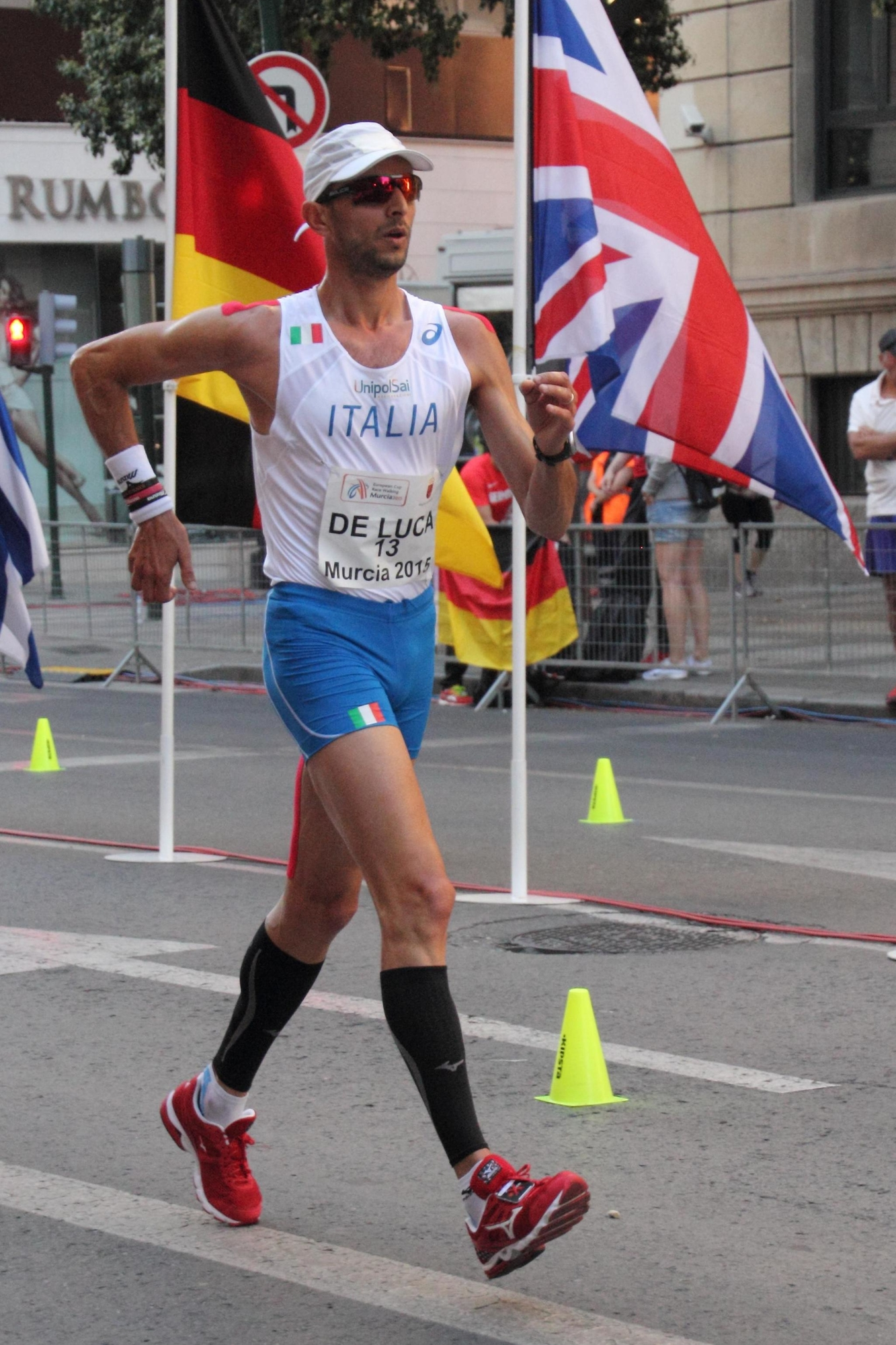
Marco De Luca – Wettkampf nicht beendet
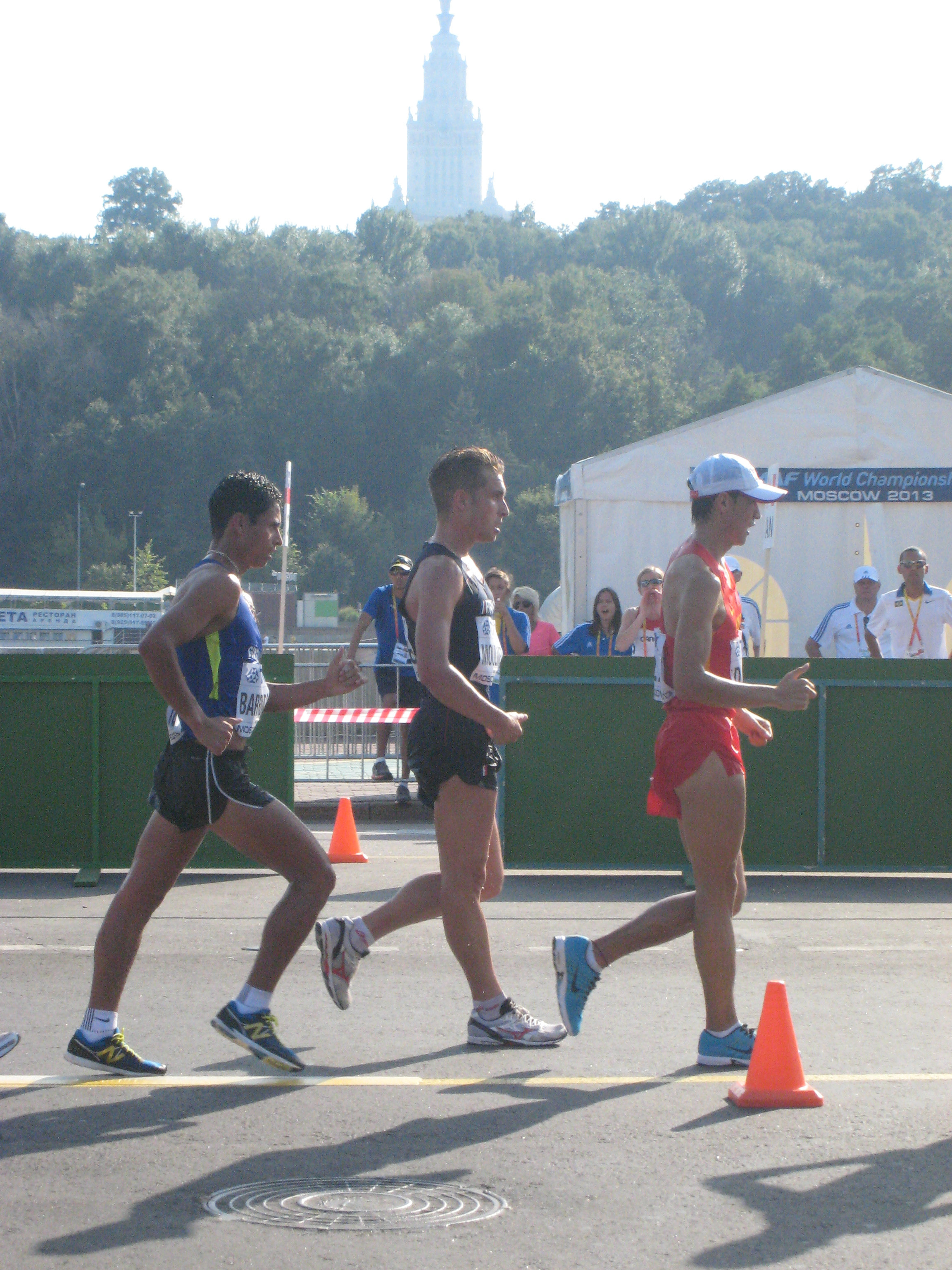
Erick Barrondo (links) – wegen Verstoßes gegen die Gehregeln disqualifiziert

## Video
- Athletics Men's 50km Race Walk, Final Highlights | Olympic Games - Tokyo 2020, youtube.com, abgerufen am 23. Mai 2022